# Lista de episódios de 90 Day Fiancé
90 Day Fiancé é uma série de reality americana no TLC.
Em 21 de agosto de 2022, 115 episódios de 90 Day Fiancé foram lançados, concluindo a terceira temporada.

## Visão geral da série
| Temporada | Episódios | Estreia original       | Última transmissão      |
| --------- | --------- | ---------------------- | ----------------------- |
| 1         | 6         | 12 de janeiro de 2014  | 23 de fevereiro de 2014 |
| 2         | 12        | 19 de outubro de 2014  | 28 de dezembro de 2014  |
| 3         | 12        | 11 de outubro de 2015  | 6 de dezembro de 2015   |
| 4         | 14        | 11 de setembro de 2016 | 20 de novembro de 2016  |
| 5         | 13        | 8 de outubro de 2017   | 18 de dezembro de 2017  |
| 6         | 13        | 21 de outubro de 2018  | 13 de janeiro de 2019   |
| 7         | 15        | 3 de novembro de 2019  | 17 de fevereiro de 2020 |
| 8         | 11        | 6 de dezembro de 2020  | 21 de fevereiro de 2021 |
| 9         | 19        | 17 de abril de 2022    | 21 de agosto de 2022    |

## Cronologia dos spin-offs
- 2014: 90DF temporada 1 e 90DF temporada 2.
- 2015: 90DF temporada 3.
- Outono de 2016: 90DF temporada 4 e 90DF-HEA temporada 1 são exibidas ao mesmo tempo
- Verão de 2017: 90DF-WN temporada 1 e 90DF-HEA temporada 2 são exibidas ao mesmo tempo.
- Outuno de 2017: 90DF temporada 5 e 90DF-BT90D temporada 1 são exibidas ao mesmo tempo.
- Primavera de 2018: 90DF-HEA temporada 3.
- Verão de 2018: 90DF-BT90D temporada 2 e 90DF-WN temporada 2 foram exibidas ao mesmo tempo.
- Inverno 18-19: 90DF temporada 6.
- Primavera 2019: 90DF-WN temporada 3 e 90DF-HEA temporada 4.
  - Depois disso foi exibida a temporada 1 de 90DF-PT de The Family Chantel.
- Verão 2019: 90DF-BF90 temporada 3.
- Outuno 2019: 90DF-TOW temporada 1 e 90DF-PT temporada 2 foram exibidas ao mesmo tempo.
- Inverno 19-20: 90DF temporada 7 e 90DF-PT temporada 4 são exibidas ao mesmo tempo.
- Primavera 2020: as temporadas 4 de 90DF-WN e 90DF-B90D são exibidas ao mesmo tempo.
- Verão 2020: 90DF-HEA temporada 5 e 90DF-TOW temporada 2 são exibidas ao mesmo tempo.
- Inverno 20-21: 90DF temporada 8 e The Family Chantel temporada 2 são exibidas ao mesmo tempo.
- Primavera 2021: 90DF temporada 6.
  - Depois disso foi exibida a temporada 5 de 90DF-BF90D

## Episódios

### Temporada 1 (2014)
| No. em geral | No. na temporada | Título                         | Dirigido por                      | Data de estreia original |
| --- | ---------------- | ------------------------------ | --------------------------------- | ------------------------ |
| 1 | 1                | "Tenho o Meu Visto!"           | Jessica Hernandez                 | 12 de janeiro de 2014    |
| Quatro mulheres vêm para os Estados Unidos para viverem com os seus noivos americanos usando um visto K-1 único de 90 dias. O casais têm 90 dias para se casarem antes dos vistos expirarem. |                  |                                |                                   |                          |
| 2 | 2                | "Choque Cultural"              | Jessica Hernandez                 | 19 de janeiro de 2014    |
| Paola tem de se adaptar a viver com os pais de Russ e as suas maneiras loucas levam a colisões com os amigos de Russ. Kirlyam tem saudades dos seus pais. Aziza conhece a família cética de Mike. Louis prepara os seus filhos e ex-mulher para Aya.                                                          |                  |                                |                                   |                          |
| 3 | 3                | "Basta"                        | Jessica Hernandez                 | 26 de janeiro de 2014    |
| Paola e Russ mudam-se para o seu novo apartamento. Aya conhece a ex-mulher e filhos de Louis. Kirlyam vai a um salão onde é encaminhada para uma agência de modelos. Aziza e Mike atingem um marco na sua relação                                                                                             |                  |                                |                                   |                          |
| 4 | 4                | "90 Dias Não São Suficientes"  | Jessica Hernandez & Kevin Rhoades | 9 de fevereiro de 2014   |
| Russ leva Paola a uma festa antes de um jogo mas os seus planos de casamento estão comprometidos. Alan fica preocupado quando Kirlyam arranja uma oportunidade como modelo. Aziza é confrontada pela mãe de Mike na sua despedida de solteira. Aya fica chateada quando Louis corta caminho no seu casamento. |                  |                                |                                   |                          |
| 5 | 5                | "Não Estava à Espera Disto..." | Jessica Hernandez & Kevin Rhoades | 16 de fevereiro de 2014  |
| Aziza chateia-se com Mike quando ele desaparece depois da sua despedida de solteiro. Kirlyam e Alan apressam-se para o seu casamento. Paola compra o vestido de casamento mas Russ pode voltar a ser chamado para o trabalho. Aya não pode ter o seu casamento de sonho por causa de um orçamento limitado.   |                  |                                |                                   |                          |
| 6 | 6                | "O Tempo Acabou"               | Jessica Hernandez & Kevin Rhoades | 23 de fevereiro de 2014  |
| Paola tem a sua despedida de solteira mas não tem a certeza se o seu casamento vai acontecer. Aziza fica nervosa antes do casamento. Kirlyam e Alan são ambos virgem na sua noite de núpcias. Louis tem Aya a duvidar quando ele chega tarde ao seu casamento.                                                |                  |                                |                                   |                          |

### Temporada 2 (2014)
| No. em geral | No. na temporada | Título                                    | Data de estreia original |
| --- | ---------------- | ----------------------------------------- | ------------------------ |
| 7 | 1                | "Onde Estão Agora? Casais da Temporada 1" | 19 de outubro de 2014    |
| Uma atualização dos casais da temporada um. |                  |                                           |                          |
| 8 | 2                | "Novos Casais, Novas Jornadas"            | 19 de outubro de 2014    |
| Seis estrangeiros visitam os seus parceiros americanos para ver se eles realmente são compatíveis. |                  |                                           |                          |
| 9 | 3                | "Estou Em Casa, América!"                 | 26 de outubro de 2014    |
| Evelin convence Justin a apresentar-la à sua família. Na festa de lançamento do álbum de Yamir, o seu manager atira a sua vida privada para a opinião pública. Mohamed conhece o filho cético de Danielle. Daya questiona o seu anel de noivado. E conhecemos um novo casal, Danny e Amy.   |                  |                                           |                          |
| 10 | 4                | "Vejo-te Como um Falcão"                  | 2 de novembro de 2014    |
| Justin consegue surpreender os seus parentes com as notícias do seu noivado enquanto Daya conhece a filha de Brett. Danny é capaz de perder o primeiro dia de Amy nos Estados Unidos enquanto Mohamed é apresentado ao resto da família de Danielle.                                        |                  |                                           |                          |
| 11 | 5                | "Touchdown!"                              | 10 de novembro de 2014   |
| Jason vai ao Brasil, mas não tem a certeza que Cassia se vá encontrar com ele; Mohamed aprende um novo significado de uma frase familiar; a família de Danny irrita Amy; Yamir chega aos Estados Unidos e é recebido com perguntas dos pais de Chelsea sobre o futuro.                      |                  |                                           |                          |
| 12 | 6                | "Mais Dinheiro, Mais Problemas"           | 17 de novembro de 2014   |
| Cassia discute com Jason sobre problemas de confiança; o encontro de Danny com Amy é arruinado pelo seu irmão; a família de Danielle duvida que Mohamed fique; Justin finalmente vê a sua família depois de revelar o seu segredo; a mudança de Yamir vem com notícias chocantes.           |                  |                                           |                          |
| 13 | 7                | "Medos, Família, Futuro"                  | 23 de novembro, 2014     |
| Justin e Evelin convidam Jake e Jen para jantar, Daya e Brett têm um confronto sobre o comportamento de Cassidy, a mãe de Amy chega aos Estados Unidos, Yamir tem uma reunião com produtores musicais, Jason surpreende Cassia.                                                             |                  |                                           |                          |
| 14 | 8                | "Tenho de Te Contar Algo"                 | 30 de novembro de 2014   |
| Tensão é posta em Jason e Cassia, devido aos seus compromissos laborais. Danielle tem más notícias para Mohamed. A mãe de Justin cria uma ligação com Evelin. |                  |                                           |                          |
| 15 | 9                | "Vai Uma, Vai Duas...Desapareceu?"        | 7 de dezembro de 2014    |
| As famílias de Dan e Amy conhecem-se. Cassia desaba durante uma discussão com Jason. Justin surpreende a sua mãe e Evelin. Mohamed visita um advogado no seu dia de casamento. Chelsea e Yamir falam sobre o futuro da sua carreira musical de Yamir. Daya e Brett procuram um apartamento. |                  |                                           |                          |
| 16 | 10               | "Bandeiras Vermelhas"                     | 14 de dezembro de 2014   |
| Mohamed espera ter tomado a decisão certa com Danielle, os irmãos de Danny passam-lhe a tocha do sexo, e a mãe de Brett confronta-o sobre Daya no dia antes do casamento, |                  |                                           |                          |
| 17 | 11               | "Vou Para Casa"                           | 21 de dezembro de 2014   |
| Chelsea entra em pânico antes do casamento, Jason e Cassia tentam resolver as suas diferenças em Vegas, Mohamed ausenta-se, e Brett tem de escolher entre Daya e a sua mãe. |                  |                                           |                          |
| 18 | 12               | "Contar Tudo"                             | 28 de dezembro de 2014   |
| Os casais conhecem-se pela primeira vez e contam tudo numa reunião especial emocionalmente carregada. A Erica Hill do NBC modera enquanto nós aprendemos mais as jornadas dos casais e descobrimos como as suas relações estão.                                                             |                  |                                           |                          |

### Temporada 3 (2015)
| No. em geral | No. na temporada | Título                                   | Data de estreia original |
| ------------ | ---------------- | ---------------------------------------- | ------------------------ |
| 19           | 1                | "Onde Estão Hoje? Casais da Temporada 2" | 11 de outubro de 2015    |
| 20           | 2                | "Partidas e Chegadas"                    | 11 de outubro de 2015    |
| 21           | 3                | "Bem-vindo à Família"                    | 18 de outubro de 2015    |
| 22           | 4                | "Perguntas & Respostas"                  | 25 de outubro de 2015    |
| 23           | 5                | "Cheio de Surpresas"                     | 1 de novembro de 2015    |
| 24           | 6                | "Saudades de Casa"                       | 8 de novembro de 2015    |
| 25           | 7                | "Luzes, Camêra, Drama"                   | 15 de novembro de 2015   |
| 26           | 8                | "Não Me Pressiones"                      | 22 de novembro de 2015   |
| 27           | 9                | "Tristeza de Solteira"                   | 29 de novembro de 2015   |
| 28           | 10               | "O Que Sabes Sobre Amor?"                | 29 de novembro de 2015   |
| 29           | 11               | "É Agora"                                | 6 de dezembro de 2015    |
| 30           | 12               | "Contar Tudo"                            | 6 de dezembro de 2015    |

### Temporada 4 (2016)
| No. em geral | No. na temporada | Título                              | Data de estreia original |
| ------------ | ---------------- | ----------------------------------- | ------------------------ |
| 31           | 1                | "Só Para os Teus Olhos"             | 22 de agosto de 2016     |
| 32           | 2                | "Tu Dizes Adeus, Eu Digo Olá"       | 11 de setembro de 2016   |
| 33           | 3                | "Conhece a Família"                 | 18 de setembro de 2016   |
| 34           | 4                | "A Vida é uma Praia"                | 25 de setembro de 2016   |
| 35           | 5                | "A Testar as Águas"                 | 2 de outubro de 2016     |
| 36           | 6                | "Consigo Ver as Rachas"             | 9 de outubro de 2016     |
| 37           | 7                | "Altura de Dizer a Verdade"         | 16 de outubro de 2016    |
| 38           | 8                | "Foi Para Isto Que Vieste"          | 23 de outubro de 2016    |
| 39           | 9                | "Vais Ter Saudades Quando Me For"   | 30 de outubro de 2016    |
| 40           | 10               | "Confissões de Um Noivo Americano"  | 6 de novembro de 2016    |
| 41           | 11               | "Estás Pronto para Isto?"           | 13 de novembro de 2016   |
| 42           | 12               | "Muito Pouco Muito Tarde"           | 13 de novembro de 2016   |
| 43           | 13               | "Fale Agora ou Cale-se para Sempre" | 20 de novembro de 2016   |
| 44           | 14               | "Contar Tudo"                       | 20 de novembro de 2016   |

### Temporada 5 (2017)
| No. em geral | No. na temporada | Título                   | Data de estreia original |
| ------------ | ---------------- | ------------------------ | ------------------------ |
| 45           | 1                | "Esperar É a Pior Parte" | 8 de outubro de 2017     |
| 46           | 2                | "Aprovação Parental"     | 15 de outubro de 2017    |
| 47           | 3                | "Vem Com os 90 Dias"     | 22 de outubro de 2017    |
| 48           | 4                | "Bom Dia América"        | 29 de outubro de 2017    |
| 49           | 5                | "Família Primeiro"       | 5 de novembro de 2017    |
| 50           | 6                | "A Passar a Linha"       | 12 de novembro de 2017   |
| 51           | 7                | "Bem-vindo à Vida Real"  | 19 de novembro de 2017   |
| 52           | 8                | "Do Nada"                | 26 de novembro de 2017   |
| 53           | 9                | "Chamada de Atenção"     | 3 de dezembro de 2017    |
| 54           | 10               | "Ponto de Rutura"        | 10 de dezembro de 2017   |
| 55           | 11               | "Dúvidas"                | 17 de dezembro de 2017   |
| 56           | 12               | "Pronuncio-vos"          | 18 de dezembro de 2017   |
| 57           | 13               | "Contar Tudo"            | 18 de dezembro de 2017   |

### Temporada 6 (2018-19)
| No. em geral | No. na temporada | Título                      | Data de estreia original |
| ------------ | ---------------- | --------------------------- | ------------------------ |
| 58           | 1                | "O Tempo Está a Passar"     | 21 de outubro de 2018    |
| 59           | 2                | "Novo e Agitado"            | 28 de outubro de 2018    |
| 60           | 3                | "Aterragens Difíceis"       | 4 de novembro de 2018    |
| 61           | 4                | "Eu Sei o Que Fizeste"      | 11 de novembro de 2018   |
| 62           | 5                | "Não o Que Eu Pensava"      | 18 de novembro de 2018   |
| 63           | 6                | "A Namoriscar Com Desastre" | 25 de novembro de 2018   |
| 64           | 7                | "Pronto a Correr"           | 2 de dezembro de 2018    |
| 65           | 8                | "Sem Maneira de Escapar"    | 9 de dezembro de 2018    |
| 66           | 9                | "Empurrado para Um Canto    | 16 de dezembro de 2018   |
| 67           | 10               | "Onde a Verdade Reside"     | 23 de dezembro de 2018   |
| 68           | 11               | "Fazê-lo ou Quebrá-lo"      | 30 de dezembro de 2018   |
| 69           | 12               | "Contar Tudo (Parte 1)"     | 6 de janeiro de 2018     |
| 70           | 13               | "Contar Tudo (Parte 2)"     | 13 de janeiro de 2019    |

### Temporada 7 (2019-20)
| No. em geral | No. na temporada | Título                                   | Data de estreia original |
| ------------ | ---------------- | ---------------------------------------- | ------------------------ |
| 71           | 1                | "Quero Beijar-te"                        | 3 de novembro de 2019    |
| 72           | 2                | "Eles Não Sabem"                         | 10 de novembro de 2019   |
| 73           | 3                | "O Que Valo para Ti?"                    | 17 de novembro de 2019   |
| 74           | 4                | "Tu Não Te Esqueces do Teu Passado"      | 24 de novembro de 2019   |
| 75           | 5                | "Precisamos de Falar"                    | 1 de dezembro de 2019    |
| 76           | 6                | "Partida Prematura"                      | 8 de dezembro de 2019    |
| 77           | 7                | "A Verdade Vai Te Libertar"              | 15 de dezembro de 2019   |
| 78           | 8                | "Dia do Julgamento"                      | 22 de dezembro de 2019   |
| 79           | 9                | "Não Tenho uma Escolha"                  | 29 de dezembro de 2019   |
| 80           | 10               | "Escolhe-me"                             | 12 de janeiro de 2020    |
| 81           | 11               | "Surpreendido"                           | 19 de janeiro de 2020    |
| 82           | 12               | "I do e não sei"                         | 26 de janeiro de 2020    |
| 83           | 13               | "Pillow Talk: Posso ter uma testemunha?" | 9 de fevereiro de 2020   |
| 84           | 14               | "Contar Tudo (Parte 1)"                  | 16 de fevereiro de 2020  |
| 85           | 15               | "Contar Tudo (Parte 2)"                  | 17 de fevereiro de 2020  |

### Temporada 8 (2020-21)
| No. em geral | No. na temporada | Título                              | Data de estreia original |
| ------------ | ---------------- | ----------------------------------- | ------------------------ |
| 86           | 1                | "Acho Que És a Minha Futura Mulher" | 6 de dezembro de 2020    |
| 87           | 2                | "Tem Vergonha"                      | 13 de dezembro de 2020   |
| 88           | 3                | "Abençoada esta Confusão"           | 20 de dezembro de 2020   |
| 89           | 4                | "O Que É Meu É Meu"                 | 27 de dezembro de 2020   |
| 90           | 5                | "Quem É o Chefe?"                   | 3 de janeiro de 2021     |
| 91           | 6                | "O Verdadeiro Tu"                   | 10 de janeiro de 2021    |
| 92           | 7                | "Tu Tão Rapaz Mau"                  | 17 de janeiro de 2021    |
| 93           | 8                | "Incerto e Inseguro"                | 24 de janeiro de 2021    |
| 94           | 9                | "A Teoria da Não Explosão"          | 31 de janeiro de 2021    |
| 95           | 10               | "O Trabalho do Diabo"               | 14 de fevereiro de 2021  |
| 96           | 11               | "Três São Uma Festa"                | 21 de fevereiro de 2021  |

### Temporada 9 (2022)
| No. em geral | No. na temporada | Título                             | Data de estreia original |
| --- | ---------------- | ---------------------------------- | ------------------------ |
| 97 | 1                | "Ketchup para a Minha mostarda"    | 17 de abril de 2022      |
| O pai divorciado Bilal planeia testar a sua noiva quando ela chegar; Kara parte para a República Dominicana para ir buscar o seu jovem noivo, Guillermo; Jibri espera convencer o seu amor sérvio a ficar na cidade natal dele; Emily recebe Kobe para conhecer o seu filho.                  |                  |                                    |                          |
| 98 | 2                | "Lar Doce Farsa"                   | 24 de abril de 2022      |
| O teste de Bilal a Shaeeda começa. Kobe reage ao novo visual de Emily pós-parto. Perguntas dos amigos de Yve sobre Mohamed ficam pessoais. Kara e Guillermo esperam chegar à América com o seu passaporte expirado.                                                                           |                  |                                    |                          |
| 99 | 3                | "Pinot Tu Não"                     | 1 de maio de 2022        |
| Bilal conta a verdade a Shaeeda; o pedido de Emily no primeiro dia surpreende Kobe; Miona conhece os pais céticos de Jibri; a confissão de Bini às suas irmãs não corre como planeado; Yve dá as boas vindas a Mohamed aos Estados Unidos.                                                    |                  |                                    |                          |
| 100 | 4                | "Pasta La Vista"                   | 8 de maio de 2022        |
| Kobe fica sobrecarregado com emoções quando ele conhece o seu filho; Bini e Ari têm uma partida tensa da Etiópia; Jibri e Miona tentam preparar uma refeição com os seus pais; Thais não é fã do irmão de Patrick, John.                                                                      |                  |                                    |                          |
| 101 | 5                | "Breast Intentions"                | 15 de maio de 2022       |
| Kobe e Emily discutem sobre os hábitos de amamentação em frente dos seus pais; Bilal apresenta Shaeeda aos filhos; Thais mente ao seu pai e viaja para a América; a família de Kara questiona Guillermo; Mohamed conhece o filho de Yve.                                                      |                  |                                    |                          |
| 102 | 6                | "Se Eu Tiver Que Virar Este Carro" | 22 de maio de 2022       |
| Bilal não gosta do lado brincalhão de Shaeeda; a pressão já está a chegar a Jibri; Guillermo quer que Kara relaxe com as festas; Bini visiona um futuro na Grande Maçã; Thaís não tem paciência para John.                                                                                    |                  |                                    |                          |
| 103 | 7                | "Sou Eu ou o Bikini"               | 29 de maio de 2022       |
| O ex-namorado de Kara tem conselhos para Guillermo; Miona faz um ultimato a Jibri; os amigos de Yve questionam Mohamed; Emily dá um veto à decisão parental de Kobe; Shaeeda faz pressão a Bilal acerca de filhos.                                                                            |                  |                                    |                          |
| 104 | 8                | "Sai do Teu Pedestal"              | 5 de junho de 2022       |
| Jibri luta com David no estúdio; Moha'ed espera que Yve se converta; as esperanças de Thaís para um futuro sem John são quebradas; Ari descobre que Bini treina com uma mulher; Kobe passa-se com Emily; Shaeeda pensa que Bilal é um maníaco das limpezas.                                   |                  |                                    |                          |
| 105 | 9                | "Veneno no Mel"                    | 12 de junho de 2022      |
| Shaeeda tenta conectar-se com os filhos de Bilal; Miona continua a ficar entre Jibri e David; Kobe e o pai de Emily têm uma conversa de homem para homem; o presente de Pat para Thais tem restrições; a visão de Guillermo para o casamento não corresponde à de Kara.                       |                  |                                    |                          |
| 106 | 10               | "No Ringue"                        | 19 de junho de 2022      |
| Pat e Thaís lutam por causa de finanças; os pais de Jibri mudam-lhe a opinião quanto ao casamento; Bini entra na arena de MMA; Bilal surpreende Shaeeda com o tópico de um acordo pré-nupcial; Kara vai beber sem Guillermo; Emily revela uma compra para o casamento que ela fez em segredo. |                  |                                    |                          |
| 107 | 11               | "Como Casar Com uma Stripper"      | 26 de junho de 2022      |
| O pedido feliz de Kobe desfaz-se; Thaís deixa um grande segredo escapar; O ex de Ari está de volta tal como os ciúmes de Bini; Shaeeda questiona o seu futuro com Bilal; Yve e Mohamed entram em conflito acerca de filhos; os pais de Jibri bruscamente avaliam a sua relação.               |                  |                                    |                          |
| 108 | 12               | "Ex-pectativas Diferentes"         | 3 de julho de 2022       |
| Mohamed considera um novo patrocinador; Thais esforça-se para esconder a verdade do pai; o ex de Bilal pressiona Shaeeda acerca do acordo pré-nupcial; Kara e Guillermo chegam a um acordo; Miona recusa a orçamentar em locais de casamento.                                                 |                  |                                    |                          |
| 109 | 13               | "O Elefante no Ventre"             | 8 de julho de 2022       |
| Emily faz um teste de gravidez; Patrick exige que Thais conte a verdade ao pai; Guillermo fica com medo; Shaeeda questiona os motivos de Bilal por detrás de pedir um acordo pré-nupcial; Mohamed emite um ultimato; Miona diz à mãe de Jibri que eles vão fugir para se casar.               |                  |                                    |                          |
| 110 | 14               | "Verificação da Temperatura"       | 17 de julho de 2022      |
| Shaeeda vira o jogo contra Bilal e o seu acordo pré-nupcial; Thais disse a verdade ao seu pai; Jibri entra em conflito com os pais quando eles o pressionam sobre os seus planos; Kara desabafa com os amigos sobre as dúvidas de Guillermo; Ari e Bini tomam uma decisão momentânea.         |                  |                                    |                          |
| 111 | 15               | "Último Trago Solteiro"            | 24 de julho de 2022      |
| Kara e Guillermo casam; A incerteza de Thais aprofunda-se em Massachusetts nevado. |                  |                                    |                          |
| 112 | 16               | "Aqui Vem o Orgulho"               | 31 de julho de 2022      |
| A irmã de Bilal e Shaeeda têm visões diferentes para o vestido de casamento; Thais está indecisa entre se casar com Patrick e vir para casa; Jibri espera que os seus pais apareçam; dúvidas sobrecarregam Emily na noite antes do casamento; a amiga de Yve oferece mais uma escapatória.    |                  |                                    |                          |
| 113 | 17               | "Para Ter e Ralhar"                | 7 de agosto de 2022      |
| Emily e Kobe revelam a sua gravidez secreta; Patrick está desesperado pela benção do pai de Thai para o casamento; a visão do dia de casamento de Miona não se está a realizar; o oficial de casamento pergunta a Shaeeda e Bilal se eles têm a certeza que se querem casar três vezes.       |                  |                                    |                          |
| 114 | 18               | "Contar Tudo Parte 1"              | 14 de agosto de 2022     |
| O elenco da temporada 9 junta-se para reviver os seus maiores momentos e discutem dramas não resolvidos; Jibri torna-se confrontacional; Shaeeda manda farpas quando a ex de Bilal se junta à conversa.                                                                                       |                  |                                    |                          |
| 115 | 19               | "Contar Tudo Parte 2"              | 21 de agosto de 2022     |
| A segunda parte explosiva do Contar Tudo da Temporada 9 volta para o confronto calorosa entre Jibri e o irmão de Patrick, John. Mohamed choca com a amiga de Yve, Jibri corre para fora do palco, e Bini confessa algo chocante.                                                              |                  |                                    |                          |

## Spin-offs

### 90 Day Fiancé: Happily Ever After?(2016-presente)
Artigo principal: Lista de episódios de 90 Day Fiancé: Happily Ever After?

### 90 Day Fiancé: Before the 90 Days(2017-presente)

#### Temporada 1 (2017)
| No. em geral | No. na temporada | Título                 | Data de estreia original |
| --- | ---------------- | ---------------------- | ------------------------ |
| 1 | 1                | "Boa Viagem!"          | 6 de agosto de 2017      |
| 2 | 2                | "Ir a Distância"       | 13 de agosto de 2017     |
| 3 | 3                | "Língua do Amor"       | 20 de agosto de 2017     |
| 4 | 4                | "Conhece os Pais"      | 27 de agosto de 2017     |
| 5 | 5                | "Segredos e Mentiras"  | 3 de setembro de 2017    |
| 6 | 6                | "Decisões, Decisões"   | 10 de setembro de 2017   |
| 7 | 7                | "Bebé, Eu Valo a Pena" | 17 de setembro de 2017   |
| 8 | 8                | "Momento da Verdade"   | 24 de setembro de 2017   |
| 9 | 9                | "Bandeiras Vermelhas"  | 1 de outubro de 2017     |
| 10 | 10               | "Choque de Realidade"  | 8 de outubro de 2017     |
| 11 | 11               | "No Limite"            | 15 de outubro de 2017    |
| 12 | 12               | "Linha na Areia"       | 22 de outubro de 2017    |
| 13 | 13               | "Tudo ou Nada"         | 29 de outubro de 2017    |
| 14 | 14               | "Contar Tudo"          | 30 de outubro de 2017    |
| Paul e Karine juntam-se via chamada de vídeo do Brasil. Larry veio ao programa e a sua noiva Jenny juntou-se via chamada de vídeo das Filipinas. Eles mantêm contacto regular. Seam veio ao progra'a e Abby juntou-se via chamada de vídeo da casa do seu ex-namorado Chris na República Dominicana. Cortney veio ao programa e Antonio juntou-se via chamada de vídeo de Espanha. Patrick veio ao programa e Myriam juntou-se via chamada de vídeo da França. A mãe de Patrick também se juntou à chamada e as coisas aqueceram entre as duas. Darcey veio ao programa e Jesse veio de Amsterdão. |                  |                        |                          |

#### Temporada 2 (2018)
| No. em geral | No. na temporada | Título                           | Data de estreia original |
| --- | ---------------- | -------------------------------- | ------------------------ |
| 15 | 1                | "E Começa Então"                 | 5 de agosto de 2018      |
| Jesse e Darcey da Temporada 1 estão de volta. Jesse voou para os Estados Unidos para se encontrar com Darcey. Paul e Karine da Temporada 1 estão de volta. Paul está pronto para voar para o Brasil. Há também mais casais. |                  |                                  |                          |
| 16 | 2                | "Cara a Cara"                    | 12 de agosto de 2018     |
| Paul voa para o Brasil para se encontrar com Karine. Ele tem alguns problemas em congiar nela devido ao seu comportamento com alguns rapazes em redes sociais. Rachel voou para Inglaterra com o seu bebé para se encontrar com Jon. Angela voou para a Nigéria para se encontrar com Michael. Tarik vai voar para as Filipinas para se encontrar com Hazel. Jesse discute com Darcey. Ricky vai à Colômbia para se encontrar com Melissa. |                  |                                  |                          |
| 17 | 3                | "Surpreendido"                   | 19 de agosto de 2018     |
| 18 | 4                | "Laços de Família"               | 26 de agosto de 2018     |
| 19 | 5                | "Sementes de Dúvida"             | 2 de setembro de 2018    |
| 20 | 6                | "Confia numa Tentativa"          | 9 de setembro de 2018    |
| 21 | 7                | "Verdade ou Mentira"             | 16 de setembro de 2018   |
| Darcey e Jesse fazem as pazes depois de uma grande discussão e Jesse vai voltar para casa pois a sua viagem está a chegar ao fim. Angela está chateada com Michael porque ele lhe mentiu sobre muitas coisas. Ricky diz a Ximena que a razão real de ele ter ido à Colômbia foi para se encontrar com Melissa. Karine quer divorciar-se de Paul porque ele acusou o irmão dela de ser um ladrão. Marta quer ir à Argélia para se encontrar com um homem. Rachel tem que voltar para casa com o bebé e está triste pois o seu futuro com Jon é incerto. Ela não está feliz depois de descobrir que Jon teve relações abertas no passado. |                  |                                  |                          |
| 22 | 8                | "Esperando o Inesperado"         | 23 de setembro de 2018   |
| Marta pediu ao namorado da Argélia que lhe enviasse uma carta de convite. Rachel falou com um advogado de imigração e decidiu que a melhor maneira de trazer Jon para os Estados Unidos é casar-se com ele primeiro. Jesse quer voltar aos Estados Unidos para acabar com Darcey. Tarik viajou com Hazel para ter um tempo romântico. Angela tem problemas com Mchael. Karine descobre que está grávida. Ximena ainda está chateada mas Ricky está a tentar ganhar a sua confiança de volta. |                  |                                  |                          |
| 23 | 9                | "As Coisas Que Fazemos por Amor" | 30 de setembro de 2018   |
| Rachel voou para a Inglaterra para se casar com Jon. Ela não está feliz pela conversa que ele teve com o ex nas redes sociais. Ricky pediu Ximena em casamento que o desafiou antes a saltar para a água embora ele não soubesse nadar. Tarik pediu Hazel em casamento. Jesse voou para os Estados Unidos para acabar com Darcey. Ele confrontou-a acerca de uns rumores nas redes sociais e sobre o seu consumo de álcool. Karine teve um aborto espontâneo e perdeu o bebé. Marta ainda está à espera que o seu namorado lhe manda uma carta de convite. Angela e Michael pediram-se em casamento.                                    |                  |                                  |                          |
| 24 | 10               | "Adeus por Agora"                | 7 de outubro de 2018     |
| 25 | 11               | "Contar Tudo"                    | 14 de outubro de 2018    |

#### Temporada 3 (2019)
| No. em geral | No. na temporada | Título                               | Data de estreia original |
| --- | ---------------- | ------------------------------------ | ------------------------ |
| 26 | 1                | "Louco de Amor"                      | 4 de agosto de 2019      |
| Darcey está de volta nesta temporada com um namorado da Inglaterra, Tom. Rebecca está pronta para voar para a Tunísia para se encontrar com Zied. Zied não sabe que ela ainda é casada. Caesar está apaixonado por Maria da Ucrânia com quem ele tentou se encontrar várias vezes mas nunca teve sucesso. Ele manda-lhe mais de 800 dólares mensalmente. Avery está pronta a se encontrar com Omar no Líbano. A sua mãe vai com ela. Timothy namora com Jennifer da Colômbia mas ainda é amigo da sua ex-noiva. |                  |                                      |                          |
| 27 | 2                | "Faz as Malas"                       | 11 de agosto de 2019     |
| 28 | 3                | "Pequenas Mentiras"                  | 18 de agosto de 2019     |
| Darcey viajou para a Inglaterra para conhecer o namorado Tom. Ele mandou um motorista para a ir buscar ao aeroporto. Ela encontrou-se com ele num restaurante mais tarde. Avery viajou com a a sua mãe para o Líbano para se encontrar com Omar. Caesar ainda está à espera que Maria compre o bilhete para o México para o conhecer. Ele já lhe mandou o dinheiro para o bilhete. Rebecca está a divertir-se na Tunísia com Zied mas ela ainda não lhe disse que está legalmente casada. Michael volta a mentir a Angela. Angela está a planear voltar a visitá-lo na Nigéria.                                                                                |                  |                                      |                          |
| 29 | 4                | "Amor é um Campo de Batalha"         | 25 de agosto de 2019     |
| 30 | 5                | "O Resto Ainda Não está Escrito"     | 1 de setembro de 2019    |
| 31 | 6                | "Segredo, Segredo, Tenho u' Segredo" | 8 de setembro de 2019    |
| 32 | 7                | "Sob Pressão"                        | 15 de setembro de 2019   |
| Darcey e Tom estão na Albânia com a irmão Stacey e o seu noivo Florian. Darcey está entusiasmada para receber um pedido de casamento de Tom que não tem pressa para fazer o pedido. Caesar foi largado por Maria e está de coração partido. Ela nunca veio para o México. Rebecca teve um jantar constrangedor com a irmã de Zied. Rebecca disse a Zied que namorou com uma mulher antes. Angela está muito chateada com Michael. Ela atirou as roupas dele para fora do quarto de hotel e ele passou a noite no seu carro. Tim está a tentar ganhar a confiança de Fernanda de volta. Akiny disse a Benjamin que a sua família disse que ela os envergonhava. |                  |                                      |                          |
| 33 | 8                | "Verdadeiras Cores"                  | 22 de setembro de 2019   |
| 34 | 9                | "Do Nada"                            | 29 de setembro de 2019   |
| 35 | 10               | "Trata-me Bem"                       | 6 de outubro de 2019     |
| 36 | 11               | "Difícil de Dizer Desculpa"          | 13 de outubro de 2019    |
| 37 | 12               | "Rei do Meu Coração"                 | 20 de outubro de 2019    |
| A relação de Darcey e Tom está a ficar mais forte mas ela tem que voltar aos Estados Unidos. Angela e Michael tem uma festa de noivado. Avery visitou um advogado de emigração e teve algumas más notícias. Tim vai voltar aos Estados Unidos. Benjamin não disse à sua família e amigos nos Estados Unidos que ele se casou. Akiny está chateada por isso. Zied chateou-se com Rebecca quando ele lhe disse que ele tecnicamente ainda era casada mas ele perdoou-a. Caesar volta a falar com Maria porque ela precisa de dinheiro mas ele acha que ela é sincera.                                                                                            |                  |                                      |                          |
| 38 | 13               | "Contra Todas as Probabilidades"     | 27 de outubro de 2019    |
| 39 | 14               | "Contar Tudo (Parte 1)"              | 27 de outubro de 2019    |
| 40 | 15               | "Contar Tudo (Parte 2)"              | 28 de outubro de 2019    |

#### Temporada 4 (2020)
| No. em geral | No. na temporada | Título                           | Data de estreia original |
| ------------ | ---------------- | -------------------------------- | ------------------------ |
| 41           | 1                | "Amor Não Pode Esperar"          | 23 de fevereiro de 2020  |
| 42           | 2                | "Expectativas Fantásticas"       | 1 de março de 2020       |
| 43           | 3                | "Negócio Arriscado"              | 8 de março de 2020       |
| 44           | 4                | "Bebé Sê Meu"                    | 15 de março de 2020      |
| 45           | 5                | "Os Nossos Lábios Estão Selados" | 22 de março de 2020      |
| 46           | 6                | "Não Me Podes Comprar Amor"      | 29 de março de 2020      |
| 47           | 7                | "Quem Está a Chorar Agora"       | 5 de abril de 2020       |
| 48           | 8                | "Estranho Numa Terra Estranha"   | 12 de abril de 2020      |
| 49           | 9                | "Devia Ter Sabido Melhor"        | 19 de abril de 2020      |
| 50           | 10               | "Corta das Duas Maneiras"        | 26 de abril de 2020      |
| 51           | 11               | "Olhos Privados"                 | 3 de maio de 2020        |
| 52           | 12               | "Rei do Pensamento Esperançoso"  | 10 de maio de 2020       |
| 53           | 13               | "O Princípio de Prazer"          | 10 de maio de 2020       |
| 54           | 14               | "Hábito Difícil de Quebrar"      | 17 de maio de 2020       |
| 55           | 15               | "A História que NuncaAcaba"      | 31 de maio de 2020       |
| 56           | 16               | "Contar Tudo (Parte 1)"          | 7 de junho de 2020       |
| 57           | 17               | "Contar Tudo (Parte 2)"          | 8 de junho de 2020       |

#### Temporada 5 (2021-22)
| No. em geral | No. na temporada | Título                                    | Data de estreia original |
| ------------ | ---------------- | ----------------------------------------- | ------------------------ |
| 58           | 1                | "Um Salto de Fé"                          | 12 de dezembro de 2021   |
| 59           | 2                | "Apanhar Voos e Sentimentos"              | 19 de dezembro de 2021   |
| 60           | 3                | "Primeiro Encontro, Segundos Pensamentos" | 26 de dezembro de 2021   |
| 61           | 4                | "Fantasmas do Passado"                    | 2 de janeiro de 2022     |
| 62           | 5                | "Começos Falsos e Promessas Falsas"       | 9 de janeiro de 2022     |
| 63           | 6                | "Queimaduras e Traições"                  | 16 de janeiro de 2022    |
| 64           | 7                | "Eu Nunca"                                | 23 de janeiro de 2022    |
| 65           | 8                | "Calma Antes da Tempestade"               | 30 de janeiro de 2022    |
| 66           | 9                | "Mau Romance"                             | 6 de fevereiro de 2022   |
| 67           | 10               | "O Tempo Acabou"                          | 20 de fevereiro de 2022  |
| 68           | 11               | "De Volta à Estaca Zero"                  | 27 de fevereiro de 2022  |
| 69           | 12               | "Jogos Mentais"                           | 6 de março de 2022       |
| 70           | 13               | "Não Há Medo no Amor"                     | 13 de março de 2022      |
| 71           | 14               | "Ato de Desaparecimento"                  | 20 de março de 2022      |
| 72           | 15               | "Frio e Calculado"                        | 27 de março de 2022      |
| 73           | 16               | "Negócio Por Acabar"                      | 3 de abril de 2022       |
| 74           | 17               | "Contar Tudo Parte 1"                     | 3 de abril de 2022       |
| 75           | 18               | "Contar Tudo Parte 2"                     | 10 de abril de 2022      |

#### Temporada 6 (2023)
| No. em geral | No. na temporada | Título                             | Data de estreia original |
| ------------ | ---------------- | ---------------------------------- | ------------------------ |
| 76           | 1                | "Lunático"                         | 4 de junho de 2023       |
| 77           | 2                | "Diz Algo"                         | 11 de junho de 2023      |
| 78           | 3                | "Borda Fora"                       | 18 de junho de 2023      |
| 79           | 4                | "Splash"                           | 25 de junho de 2023      |
| 80           | 5                | "Suspeito"                         | 2 de julho de 2023       |
| 81           | 6                | "Ligações Perigosas"               | 9 de julho de 2023       |
| 82           | 7                | "Atração Fatal"                    | 16 de julho de 2023      |
| 83           | 8                | "Mal-Entendido"                    | 23 de julho de 2023      |
| 84           | 9                | "O Grande Chill"                   | 30 de julho de 2023      |
| 85           | 10               | "Sexo, Mentiras e Fita de Vídeo"   | 6 de agosto de 2023      |
| 86           | 11               | "Fogo de Santo Elmo"               | 13 de agosto de 2023     |
| 87           | 12               | "Campo de Sonhos"                  | 20 de agosto de 2023     |
| 88           | 13               | "Romance Moderno"                  | 27 de agosto de 2023     |
| 89           | 14               | "Dirty Dancing"                    | 3 de setembro de 2023    |
| 90           | 15               | "Todas as Vezes que Dizemos Adeus" | 10 de setembro de 2023   |
| 91           | 16               | "Um Verão Louco"                   | 17 de setembro de 2023   |

### 90 Day Fiancé: What Now?(2017-presente)

#### Temporada 1 (2017)
| No. em geral | No. na temporada | Título                   | Data de estreia original |
| --- | ---------------- | ------------------------ | ------------------------ |
| 1 | 1                | "Narkyia e Lowo"         | 30 de julho de 2017      |
| A relação de Narkyia e Lowo quase implodiu da última vez que estiveram juntos. Agora meses passaram e Lowo chegou mas os problemas de confiança continuam. Com apenas 10 dias restantes do seu visa de 90 dias, eles têm a certeza que querem subir ao altar juntos?                                 |                  |                          |                          |
| 2 | 2                | "Melanie e Devar"        | 30 de julho de 2017      |
| Melanie e Devar estão entusiasmados para assentarem, mas os horários de trabalho e escola desalinhados fazem com que eles tenham outra vez uma relação à distância. Será que irá atrapalhar o seu planeamento familiar? E o que será que a irmã opinada de Melanie, Beverly, irá dizer acerca disso? |                  |                          |                          |
| 3 | 3                | "Matt & Alla Parte 1"    | 30 de julho de 2017      |
| Alla ficou cansada da vida pacata no Kentucky rural e insiste que eles se mudem mais perto de Cincinnati. No entanto, Matt está hesitante em deixar a sua casa de sonho no lago, especialmente com o seu amigo a pressionar-lo a resistir ás exigências da sua nova mulher.                          |                  |                          |                          |
| 4 | 4                | "Matt & Alla Parte 2"    | 30 de julho de 2017      |
| Matt relutantemente concordo em procurar casas com a condição que qualquer mudança os traga mais perto de parentes. No entanto, Alla tem sérias reservas e ainda pensa que a família dele está demasiado envolvida na sua vida.                                                                      |                  |                          |                          |
| 5 | 5                | "Josh & Aleksandra"      | 30 de julho de 2017      |
| Muito mudou para Josh e Aleksandra desde que se mudaram de novo para Rexburg, Idaho. Ele têm agora uma filha, Kaya, mas Aleks fica entediada com a vida local e espera que se mudem para uma cidade maior.                                                                                           |                  |                          |                          |
| 6 | 6                | "Alan & Kirlyam Parte 1" | 30 de julho de 2017      |
| Alan e Kirlyam já passaram a sua jornada dos 90 dias e a sua vida na América vai bem. Kirlyam anda a ter aulas universitárias e já tem o seu green card mas um grande anúncio está prestes a complicar a rotina completa da relação.                                                                 |                  |                          |                          |
| 7 | 7                | "Alan & Kirlyam Parte 2" | 30 de julho de 2017      |
| Kirlyam força Alan a limpar a sua caverna de homem e fazer espaço para uma nova adição à família. Juntos, ele fazem um churrasco exterior e revelam as grandes notícias a um círculo chocado de amigos e família.                                                                                    |                  |                          |                          |

#### Temporada 2 (2018)
| No. em geral | No. na temporada | Título                       | Data de estreia original |
| --- | ---------------- | ---------------------------- | ------------------------ |
| 8 | 1                | "Amor e Guerra"              | 15 de julho de 2018      |
| Danielle tem de encontrar Mohammed. A recém-solteira Miryam visita Patrick na América. Mel e Devar podem ter começado a sua família mas poderá isto ser o fim? Elizabeth e Andrei têm problemas no paraíso.                                    |                  |                              |                          |
| 9 | 2                | "Á Pesca de Problemas"       | 22 de julho de 2018      |
| Devar ameaça deixar Mel. O Antonio está a ignorar Cortney? O pai de Elizabeth confronta Andrei. Danielle dá uma chance a um novo homem. A contagem final de Kirlyam até ao nascimento. Aika acha que Josh está a mentir-lhe. Patrick faz algo. |                  |                              |                          |
| 10 | 3                | "Não Posso Desistir do Amor" |                          |
| Danielle sente a maldição de Mohamed. Alan apressa Kirlyam para o hospital com contrações. Cortney confronta Antonio. Devar lida com a manhã seguinte difícil. Elizabeth e Andrei têm um obstáculo com a família dela. Aika põe o pé no chão.  |                  |                              |                          |

#### Temporada 3 (2019)
| No. em geral | No. na temporada | Título                      | Data de estreia original |
| --- | ---------------- | --------------------------- | ------------------------ |
| 11 | 1                | "Kalani & Asuelu - Parte 1" | 15 de abril de 2019      |
| Kalani e Asuelu preparam-se para celebrar o primeiro natal de Asuelu nos Estados Unidos fazendo uma festa de revelação de género para a família de Kalani. Mas primeiro, eles têm que contar as notícias da gravidez ao pai de Kalani, outra vez.                                                                              |                  |                             |                          |
| 12 | 2                | "Kalani & Asuelu - Parte 2" | 15 de abril de 2019      |
| É o dia da festa de natal de revelação de género e o pai de Kalani reage à notícia da gravidez de Kalani. |                  |                             |                          |
| 13 | 3                | "Kyle & Noon"               | 15 de abril de 2019      |
| Kyle e Noon finalmente se assentam em Portland, Oregon. Noon encontrou o seu trabalho de sonho, mas os dois têm dificuldade em chegar a um acordo sobre comprar uma casa e começar uma família. |                  |                             |                          |
| 14 | 4                | "Alan & Kirlyam"            | 15 de abril de 2019      |
| Depois de Alan tomar uma decisão surpreendente sobre a sua carreira, ele e Kirlyam têm de lidar com decisões complicadas sobre os seus planos para o futuro da família. |                  |                             |                          |
| 15 | 5                | "Larry & Jenny - Parte 1"   | 15 de abril de 2019      |
| Depois de um longo processo de espera, Jenny finalmente está a caminho dos Estados Unidos vindo das Filipinas. Os 90 dias de Larry e Jenny começam, mas será que vão chegar ao "Eu aceito"? |                  |                             |                          |
| 16 | 6                | "Larry & Jenny - Parte 2"   | 15 de abril de 2019      |
| Jenny começa a assentar na sua nova vida enquanto ela e Larry preparam para o seu casamento que se aproxima rapidamente. Jenny enfrenta o filho de Larry pela primeira vez e procura pelo vestido de casamento dos seus sonhos.                                                                                                |                  |                             |                          |
| 17 | 7                | "Larry & Jenny - Parte 3"   | 15 de abril de 2019      |
| O dia de casamento de Larry e Jenny está finalmente quase a chegar, mas as emoções estão ao rubro pois Jenny tem problemas a adaptar-se à vida tão longe da sua família. Ela consegue comprometer-se à nova vida nos Estados Unidos com Larry?                                                                                 |                  |                             |                          |
| 18 | 8                | "Rachel & Jon"              | 15 de abril de 2019      |
| Seis meses depois do seu casamento no Reino Unido, Rachel atualiza-nos no casamento de longa distância com Jon. Com apenas metade do dinheiro que precisam para o visa, Rachel e Jon têm dificuldades a tomar decisões sobre o seu futuro.                                                                                     |                  |                             |                          |
| 19 | 9                | "Danielle"                  | 15 de abril de 2019      |
| Com Mohamed finalmente fora de cena para sempre, Danielle está a recuperar o ritmo. Com alguma ajuda da sua amiga Beth e da sua filha Kylie, ela talvez pronta para voltar aos namoros. |                  |                             |                          |
| 20 | 10               | "Tarik & Hazel - Parte 1"   | 15 de abril de 2019      |
| Tendo voltado da sua terceira viagem às Filipinas para visitar Hazel, Tarik finalmente tem todos os materiais que precisa para pedir o visto K-1. Mas o seu irmão Dean ainda tem dúvidas à cerca das intenções de Hazel, e pressiona Tarik a pedir a Hazel por um acordo pré-nupcial.                                          |                  |                             |                          |
| 21 | 11               | "Tarik & Hazel - Parte 2"   | 15 de abril de 2019      |
| Depois de receber notícias surpreendentes sobre o seu irmão Dean, Tarik faz uma vídeo-chamada com Hazel. Preocupado com o seu irmão, Tarik encontra-se com a sua amiga Angela para almoçar e falar sobre as grandes notícias.                                                                                                  |                  |                             |                          |
| 22 | 12               | "Molly - Parte 1"           | 15 de abril de 2019      |
| Molly limpa a sua casa do que resta da sua relação com Luis enquanto se prepara para seguir com a sua vida. Com Olivia finalmente a viver em casa, Molly concentra-se em reparar a sua relação com as suas filhas. |                  |                             |                          |
| 23 | 13               | "Molly - Parte 2"           | 15 de abril de 2019      |
| Depois de limpar a confusão que Luis deixou para trás, Molly partilha a sua preocupação com o seu irmão, Jess, que está agora numa relação no estrangeiro. Ainda marcada pela sua experiência com Luis, Molly confronta Jess sobre as suas decisões.                                                                           |                  |                             |                          |
| 24 | 14               | "Loren & Alexei - Parte 1"  | 15 de abril de 2019      |
| Tendo recentemente comprada a sua casa, Loren e Alexei têm de concordar sobre os próximos passos da relação. Alexei está entusiasmada em finalizar a sua cidadania, enquanto Loren é atingida pela febre por um bebé. |                  |                             |                          |
| 25 | 15               | "Loren & Alexei - Parte 2"  | 15 de abril de 2019      |
| Loren está pronta para ter um bebé, mas Alexei não tem a mesma prontidão para a parentalidade. Loren tem dificuldades em convencer Alexei a concordar com os seus planos para o futuro. |                  |                             |                          |
| 26 | 16               | "David & Annie - Parte 1"   | 15 de abril de 2019      |
| David tem um novo emprego a ensinar inglês, mas ele ainda não faz o suficiente para melhor a situação de vida dele e Annie. Sem notícias acerca da sua autorização de trabalho ou do seu Green Card, a frustração de Annie cresce.                                                                                             |                  |                             |                          |
| 27 | 17               | "David & Annie - Parte 2"   | 15 de abril de 2019      |
| Annie e a sua amiga vão a um advogado de imigração à procura de respostas. Depois disso, David e Annie têm uma conversa série acerca do futuro de Annie. |                  |                             |                          |
| 28 | 18               | "David & Annie - Parte 3"   | 15 de abril de 2019      |
| David tem grande notícias para Annie acerca do estado do seu visto. Annie aproveita o seu primeiro Halloween nos Estados Unidos rodeada de família e amigos. |                  |                             |                          |
| 29 | 19               | "Jon & Fernanda - Parte 1"  | 15 de abril de 2019      |
| Três meses antes da separação surpresa de Jon e Fernanda, Jon e Fernanda falam-nos acerca da sua vida casados enquanto eles são os anfitriões de uma festa de futebol americano para os seus amigos. Depois do furacão Florence atingir Lumberton severamente, Jon e Fernanda conversam sobre o que significa o seu futuro lá. |                  |                             |                          |
| 30 | 20               | "Jon & Fernanda - Parte 2"  | 15 de abril de 2019      |
| Jon tenta acalmar a inquietação de Fernanda com a viagem ao salão de unhas, mas a frustração de Fernanda com a vida em Lumberton continua a crescer enquanto ela o pressiona a fazer algo. |                  |                             |                          |
| 31 | 21               | "Jon & Fernanda - Parte 3"  | 15 de abril de 2019      |
| Jon revela os detalhes do que aconteceu durante a sua separação com Fernanda. Depois de falar com um amigo sobre o que fazer a seguir, Jon encontra-se com um advogado para falar das suas opções e o que elas significam para o futuro de Fernanda nos Estados Unidos.                                                        |                  |                             |                          |
| 32 | 22               | "E Eu?"                     | 15 de abril de 2019      |
| David tem um novo emprego, mas Annie continua frustrada com a sua situação de vida; Fernanda expressa os seus problemas sobre a vida em Lumberton; Molly finalmente deixa a sua vida com Luis; Tarik procura um acordo pré-nupcial.                                                                                            |                  |                             |                          |
| 33 | 23               | "Enjaulando um Garanhão"    | 15 de abril de 2019      |
| Loren e Alexei batem de frente devido às suas prioridades; Tarik aborda Hazel acerca de assinar um acordo pré-nupcial; Danielle tem uma transformação para voltar ao namoro; Larry espera ansiosamente por Jenny chegar aos Estados Unidos; Jon tenta fazer Fernanda feliz.                                                    |                  |                             |                          |
| 34 | 24               | "Planos Adiados"            | 15 de abril de 2019      |
| Jon e Fernanda têm uma discussão explosiva; Annie visita um advogado sem David; Loren e Alexei têm uma conversa difícil; Jenny enfrenta o filho de Larry pela primeira vez; Asuelu tem de revelar grande notícias ao pai de Kalani.                                                                                            |                  |                             |                          |
| 35 | 25               | "Como Pudeste?"             | 15 de abril de 2019      |
| Jon revela o que correu mal no seu casamento com Fernanda; Tarik confronta o seu irmão, Dean, por julgar a sua relação com Hazel; Rachel e Jon enfrentam a realidade do seu casamento à distância; Jenny tem problemas a ajustar-se à América.                                                                                 |                  |                             |                          |
| 36 | 26               | "Pronto Para Lutar"         | 15 de abril de 2019      |
| Jon prepara-se para uma batalha legal; emoções andam ao rubro no dia do casamento de Larry e Jenny; David revela uma grande surpresa a Annie; Alan e Kirlyam têm dificuldade a planear o seu futuro; Molly preocupa-se que o seu irmão, Jess, esteja a fazer o mesmo erro que ela fez.                                         |                  |                             |                          |

*Este conteúdo foi estruturado em 2 maneiras, dependendo se foi transmitido na TV ou no site. Os episódios 22 a 26 são apenas recapitulações

#### Temporada 4 (2020)
| No. em geral | No. na temporada | Título                               | Data de estreia original |
| --- | ---------------- | ------------------------------------ | ------------------------ |
| 36 | 1                | "Jesse - Parte 1"                    | 23 de fevereiro de 2020  |
| Jesse passa a sua última noite em Amesterdão a falar com os seus amigos antes de ir para Nova Iorque, onde ele vai ter um encontro às cegas com uma nova mulher americana. |                  |                                      |                          |
| 37 | 2                | "Jesse - Parte 2"                    | 23 de fevereiro de 2020  |
| Depois de dar uma conversa motivacional sobre amor, Jesse leva Bianca a um segundo encontro onde o seu amor floresce. Dois meses depois, Jesse tem de voltar a Amesterdão, mas Bianca choca Jesse com notícias dolorosas.                                                                                  |                  |                                      |                          |
| 38 | 3                | "Steven & Olga - Parte 1"            | 23 de fevereiro de 2020  |
| Steven prepara-se para a chegada de Olga e do bebé Alex. Ele passa a sua última noite de liberdade bebendo com amigos, que questionam se ele está preparado para seu um homem de família a tempo inteiro.                                                                                                  |                  |                                      |                          |
| 39 | 4                | "Steven & Olga - Parte 2"            | 23 de fevereiro de 2020  |
| Olga e o bebé Alex têm problemas no aeroporto. Enquanto isso, Steven espera que a sua família chegue à América, para que possam começar a sua jornada de 90 dias juntos. |                  |                                      |                          |
| 40 | 5                | "Laura & Aladin - Parte 1"           | 1 de março de 2020       |
| Laura revela o estado da sua relação com Aladin depois das declarações chocantes de Aladin no Contar Tudo. Com o seu futuro em questão, Laura e Liam têm uma venda de garagem. |                  |                                      |                          |
| 41 | 6                | "Laura & Aladin - Parte 2"           | 1 de março de 2020       |
| Laura e Aladin têm um confronto inesperado, e Laura procura conselhos legais antes de tomar uma decisão acerca do seu futuro. |                  |                                      |                          |
| 42 | 7                | "Avery & Omar - Parte 1"             | 8 de março de 2020       |
| Depois de muitos meses separados, Avery prepara-se para a sua viagem para visitar Omar e a sua família no Líbano, enquanto Teri se aflige com os seus planos futuros. |                  |                                      |                          |
| 43 | 8                | "Avery & Omar - Parte 2"             | 8 de março de 2020       |
| Depois de uma longa jornada, Avery e Omar finalmente se encontram no Líbano. Ele visitaram um mercado local em Beirute e tentam entender o futuro da sua relação. |                  |                                      |                          |
| 44 | 9                | "Avery & Omar - Parte 3"             | 8 de março de 2020       |
| A mãe e irmã de Omar viajam da Síria para o Líbano para conhecer Avery. Os nervos de Avery por conhecer a mãe de Omar pela primeira vez são agravados quando eles têm de contar algumas notícias sobre os seus planos futuros.                                                                             |                  |                                      |                          |
| 45 | 10               | "Tiffany & Ronald - Parte 1"         | 15 de março de 2020      |
| Tiffany apresenta a nova adição para a sua família com Ronald, a bebé Carley Rose, enquanto eles se preparam para uma viagem à África do Sul para a apresentar ao seu pai pela primeira vez. Mas estará Ronald pronta para ser pai?                                                                        |                  |                                      |                          |
| 46 | 11               | "Tiffany & Ronald - Parte 2"         | 15 de março de 2020      |
| Tiffany, Daniel e Carley Rose viajam para a África do Sul, onde Ronald finalmente conhece a sua filha pela primeira vez. Eles passaram tempo de qualidade em família, enquanto Tiffany procura um futuro mais permanente.                                                                                  |                  |                                      |                          |
| 47 | 12               | "Tiffany & Ronald - Parte 3"         | 15 de março de 2020      |
| Antes do batismo de Carley na África do Sul, Tiffany e Ronald entram em conflito por causa dos seus planos futuros de viver juntos como uma família. |                  |                                      |                          |
| 48 | 13               | "Corey & Evelin - Parte 1"           | 22 de março de 2020      |
| De volta aos Estados Unidos, Corey prepara-se para voltar ao Equador pois a distância está a colocar tensão na sua relação com Evelin. Ele questiona o compromisso ao casamento de Evelin e dá-lhe um ultimato sobre o seu futuro.                                                                         |                  |                                      |                          |
| 49 | 14               | "Corey & Evelin - Parte 2"           | 22 de março de 2020      |
| A família de Evelin expressa as suas dúvidas sobre Corey, enquanto Evelin confronta Raul sobre o seu comportamento no Contar Tudo. Enquanto isso, Corey viaja ao Equador para se reunir com Evelin. |                  |                                      |                          |
| 50 | 15               | "Corey & Evelin - Parte 3"           | 22 de março de 2020      |
| Corey e Evelin encontram-se pela primeira vez em meses para falar acerca do futuro da sua relação. Raul tenta aliviar a pressão entre ele e Corey. |                  |                                      |                          |
| 51 | 16               | "Loren & Alexei - Parte 1"           | 29 de março de 2020      |
| Loren e Alexei vão ser pais! Eles preparam-se para a chegada do bebé e vão ao médico para algumas respostas sobre a saúde do seu bebé. |                  |                                      |                          |
| 52 | 17               | "Loren & Alexei - Parte 2"           | 29 de março de 2020      |
| Loren e Alexei pedem à mãe de Loren, Marlene, por algum apoio quando o bebé nascer. Junto com todos os seus amigos e família, Loren e Alexei finalmente descobrem se vão ter um rapaz ou uma rapariga. |                  |                                      |                          |
| 53 | 18               | "Rebecca & Zied"                     | 29 de março de 2020      |
| O K-1 de Zied finalmente foi aprovado, e Rebecca mexe-se para preparar a sua chegada. Rebecca e a sua filha procuram por uma casa para que vivam juntos como uma família, mas Zied tem um futuro diferente em mente.                                                                                       |                  |                                      |                          |
| 54 | 19               | "David & Annie"                      | 5 de abril de 2020       |
| Depois de um novo começo em Scottsdale, David e Annie convidam os seus amigos para provarem os cozinhados de Annie para promoverem o seu novo negócio, enquanto David decide que está na hora de experimentar implantes de cabelo.                                                                         |                  |                                      |                          |
| 55 | 20               | "Rachel & Jon - Parte 1"             | 5 de abril de 2020       |
| Depois de uns sete longos e stressantes meses separados, Rachel e Lucy estão entusiasmadas para visitar Jon na Inglaterra, mas problemas no aeroporto ameaçam interromper os seus planos. |                  |                                      |                          |
| 56 | 21               | "Rachel & Jon - Parte 2"             | 5 de abril de 2020       |
| Rachel, July e Jon finalmente se encontram na Inglaterra. Jon espera aproveitar ao máximo o seu tempo junto mas Rachel preocupa-se com o seu futuro da sua família. Enquanto isso, Jon vê o que é ser um pai solteiro.                                                                                     |                  |                                      |                          |
| 57 | 22               | "Rachel & Jon - Parte 3"             | 5 de abril de 2020       |
| Rachel e Jon têm uma surpresa especial para Lucy. A família inteira celebra um natal atrasado, mas perguntas aparecem que forçam Rachel e Jon a enfrentarem a incerteza do seu futuro juntos. |                  |                                      |                          |
| 58 | 23               | "Robert & Anny - Parte 1"            | 12 de abril de 2020      |
| Robert e Anny têm-se ajustado à vida de casados, mas Anny faz uma descoberta que pode dar uma volta à sua relação. |                  |                                      |                          |
| 59 | 24               | "Robert & Anny - Parte 2"            | 12 de abril de 2020      |
| Robert e Anny recebem notícias muito surpreendentes que irão mudar tudo acerca da sua pequena família. |                  |                                      |                          |
| 60 | 25               | "Novos Começos"                      | 20 de abril de 2020      |
| Jesse está de volta aos Estados Unidos e pronto para o amor. Avery prepara-se para visitar Omar depois de oito meses separados. Loren e Alexei têm uma surpresa que lhes vai mudar a vida. Steven não consegue esperar para dar as boas vindas a Olga e Alex aos Estados Unidos.                           |                  |                                      |                          |
| 61 | 26               | "Reuniões & Revelações"              | 27 de abril de 2020      |
| Laura está de volta a casa e ainda está confusa acerca da sua separação com Aladin. Tiffany e Ronald planeiam uma viagem à África do sul para que Ronald conheça a sua filha pela primeira vez. Steven ansiosamente espera pela chegada de Olga. Loren e Alexei têm uma festa de revelação de género.      |                  |                                      |                          |
| 62 | 27               | "Prepare-se Para Aterrar"            | 4 de maio de 2020        |
| Jesse vai ao seu primeiro encontro ás cegas. Avery está nervosa para conhecer a família de Omar. Tiffany, Daniel e Carley vão para a África do Sul para se encontrarem com Ronald. Corey faz um ultimato a Evelin sobre o seu casamento. Laura e Evelin enfrentam-se pela sua separação.                   |                  |                                      |                          |
| 63 | 28               | "Obstáculos na Relação"              | 1 de maio de 2020        |
| A nova relação de Jesse chega a um obstáculo. Tiffany e Ronald discordam em onde criar os seus filhos. Evelin encontra-se com Raul pelas costas de Corey. Laura arrisca perder tudo a não ser que ela se imponha a Aladin. A viagem futura de Rachel com Jon é ameaçada.                                   |                  |                                      |                          |
| 64 | 29               | "A Vida Que Quero"                   | 18 de maio de 2020       |
| Anny tem notícias que podem mudar a vida para partilhar com Robert. Rachel e Jon encontram-se após sete meses separados. Corey e Evelin tomam uma decisão sobre a sua relação. Annie não tem a certeza sobre o procedimento médico que David vai realizar. Tiffany e Ronald preocupam-se com o seu futuro. |                  |                                      |                          |
| 65 | 30               | "O Futuro É Agora"                   | 25 de maio de 2020       |
| Robert e Anny preocupam-se com como Bryson vai reagir ao bebé. Rebecca está preocupada com o futuro de Zied na América. David está ansioso com o seu transplante de cabelo. Corey confronta Raul sobre Evelin. Rachel e Jon discordam sobre expandir a sua família.                                        |                  |                                      |                          |
| 66 | 31               | "Especial do Bebé de Loren & Alexei" | 1 de junho de 2020       |
| Loren e Alexei prepara-se para a chegada do seu primeiro bebé durante a quarentena de COVID. Depois de uma cesariana mais cedo do que esperada, o bebé é enviado para a UCIN. Com a sua família incapaz de visitar, o casal enfrente os seus próprios desafios.                                            |                  |                                      |                          |

### 90 Day Fiancé: Pillow Talk (2019-presente)

#### Temporada 1 (2019)
| No. em geral | No. na temporada | Título                                     | Data de estreia original |
| --- | ---------------- | ------------------------------------------ | ------------------------ |
| 1 | 1                | "Pillow Talk: Depois Da Poeira Assentar"   | 28 de abril de 2019      |
| Os seus favoritos de 90 Day convidam-o para as suas casas enquanto eles vêm o episódio da noite passada de Happily Ever After? Loren e Alexei, David e Annie, Tarik e o seu irmão Dean, e Darcey e a sua gémea, Stacey, estão também a ver e ninguém se vai conter. |                  |                                            |                          |
| 2 | 2                | "Pillow Talk: Entrar em Choque             | 6 de maio de 2019        |
| Os seus favoritos de 90 Day convidam-o para as suas casas enquanto eles vêm o episódio da noite passada de Happily Ever After? Loren e Alexei, David e Annie, Tarik e o seu irmão Dean, e Darcey e a sua gémea, Stacey, enquanto eles mergulham no drama.           |                  |                                            |                          |
| 3 | 3                | "Pillow Talk: Mistrials of Marriage"       | 12 de maio de 2019       |
| Os seus favoritos de 90 Day vêm o episódio da noite passada de Happily Ever After? Loren e Alexei, David e Annie, Tarik e o seu irmão Dean, e Darcey e a sua gémea, Stacey,, enquanto mergulham no drama.                                                           |                  |                                            |                          |
| 4 | 4                | "Pillow Talk: Uma Pausa é Necessária"      | 19 de maio de 2019       |
| Os seus favoritos de 90 Day convidam-o para as suas casas enquanto eles vêm o episódio da noite passada de Happily Ever After? Loren e Alexei, David e Annie, Tarik e o seu irmão Dean, e Darcey e a sua gémea, Stacey, enquanto eles mergulham no drama.           |                  |                                            |                          |
| 5 | 5                | "Pillow Talk: Laços Cortados"              | 3 de junho de 2019       |
| Os seus favoritos de 90 Day convidam-o para as suas casas enquanto eles vêm o episódio da noite passada de Happily Ever After? Loren e Alexei, David e Annie, Tarik e o seu irmão Dean, e Darcey e a sua gémea, Stacey, enquanto eles mergulham no drama.           |                  |                                            |                          |
| 6 | 6                | "Pillow Talk: Para Dentro da Toca do Leão" | 9 de junho de 2019       |
| Os seus favoritos de 90 Day convidam-o para as suas casas enquanto eles vêm o episódio da noite passada de Happily Ever After? Loren e Alexei, David e Annie, Tarik e o seu irmão Dean, e Darcey e a sua gémea, Stacey, enquanto eles mergulham no drama.           |                  |                                            |                          |
| 7 | 7                | "Pillow Talk: Sem Sítio para Fugir"        | 16 de junho de 2019      |
| Os seus favoritos de 90 Day convidam-o para as suas casas enquanto eles vêm o episódio da noite passada de Happily Ever After? Loren e Alexei, David e Annie, Tarik e o seu irmão Dean, e Darcey e a sua gémea, Stacey, enquanto eles mergulham no drama.           |                  |                                            |                          |
| 8 | 8                | "Pillow Talk: A Verdade Vem a Cima"        | 23 de junho de 2019      |
| Os seus favoritos de 90 Day convidam-o para as suas casas enquanto eles vêm o episódio da noite passada de Happily Ever After? Loren e Alexei, David e Annie, Tarik e o seu irmão Dean, e Darcey e a sua gémea, Stacey, enquanto eles mergulham no drama.           |                  |                                            |                          |
| 9 | 9                | "Pillow Talk: Faíscas Vão Voar"            | 30 de junho de 2019      |
| Os seus favoritos de 90 Day convidam-o para as suas casas enquanto eles vêm o episódio da noite passada de Happily Ever After? Loren e Alexei, David e Annie, Tarik e o seu irmão Dean, e Darcey e a sua gémea, Stacey, enquanto eles mergulham no drama.           |                  |                                            |                          |
| 10 | 10               | "Pillow Talk: Pontapeado para a Rua"       | 7 de julho de 2019       |
| Os favoritos da série dão as suas opiniões interessantes do drama dos episódios passados do conforto da suas casas - e ninguém se vai conter! |                  |                                            |                          |
| 11 | 11               | "Pillow Talk: Mudança de Coração"          | 14 de julho de 2019      |
| Loren e Alexei, David e Annie, Tarik e o seu irmão Dean, e Darcey e a sua gémea, Stacey, dão as suas opiniões sobre o episódio mais recente. |                  |                                            |                          |

#### Temporada 2 (2019)
| No. em geral | No. na temporada | Título                                                              | Data de estreia original |
| --- | ---------------- | ------------------------------------------------------------------- | ------------------------ |
| 12 | 1                | "Pillow Talk: Sob Pressão"                                          | 15 de setembro de 2019   |
| Os seus favoritos de 90 Day convidam-o para as suas casas para assistir ao último episódio de Before The 90 Days, David e Annie, Kalani e Asuelu, Tarik e o seu irmão, Dean, e Colt e a sua mãe, Debbie, estão também a ver e ninguém se vai conter.             |                  |                                                                     |                          |
| 13 | 2                | "Pillow Talk: Cores Verdadeiras"                                    | 22 de setembro de 2019   |
| Os seus favoritos de 90 Day convidam-o para as suas casas para assistir ao último episódio de Before The 90 Days, David e Annie, Kalani e Asuelu, Tarik e o seu irmão, Dean, e Colt e a sua mãe, Debbie, estão também a ver e ninguém se vai conter.             |                  |                                                                     |                          |
| 14 | 3                | "Pillow Talk: Do Nada"                                              | 29 de setembro de 2019   |
| Os seus favoritos de 90 Day convidam-o para as suas casas para assistir ao último episódio de Before The 90 Days. Junte-se a Annie e David, Tarik e Dean, Kalani e Asuelu, e Andrei, Elizabeth, e as suas irmãs, Rebekah e Jen... e ninguém se vai conter.       |                  |                                                                     |                          |
| 15 | 4                | "Pillow Talk: Trata-me Bem"                                         | 6 de outubro de 2019     |
| Os seus favoritos de 90 Day convidam-o para as suas casas para assistir ao último episódio de Before The 90 Days. Junte-se a David e Annie, Tarik e Dean, Kalani e Asuelu, e Elizabeth, Andrei, e a irmã de Elizabeth, Rebekah, enquanto eles veem.              |                  |                                                                     |                          |
| 16 | 5                | "Pillow Talk: Difícil de Dizer Desculpa"                            | 13 de outubro de 2019    |
| Os seus favoritos de 90 Day convidam-o para as suas casas para assistir ao último episódio de Before The 90 Days. Tarik e Dean, Elizabeth, Andrei, e a irmã de Elizabeth, Jennifer, David e Annie, e Loren e Alexei, estão também a ver e ninguém se vai conter. |                  |                                                                     |                          |
| 17 | 6                | "Pillow Talk: Rei do Meu Coração"                                   | 20 de outubro de 2019    |
| Os seus favoritos de 90 Day convidam-o para as suas casas para assistir ao último episódio de Before The 90 Days. Loren e Alexei, Elizabeth, Andrei e a irmã de Elizabeth, Jennifer, Tarik e Dean, e David e Annie estão também a ver e ninguém se vai conter.   |                  |                                                                     |                          |
| 18 | 7                | "Pillow Talk: Contra Todas as Probabilidades + Contar Tudo Parte 1" | 27 de outubro de 2019    |
| Os seus favoritos de 90 Day convidam-o para as suas casas para assistir ao último episódio de Before The 90 Days. David e Annie, Tarik e Dean, Loren e Alexei, e Colt e Debbie veem também e ninguém se vai conter.                                              |                  |                                                                     |                          |
| 16 | 8                | "Pillow Talk: Contar Tudo Parte 2"                                  | 28 de outubro de 2019    |

#### Temporada 3 (2019)
| No. no geral | No. na temporada | Título                                        | Data de estreia original |
| --- | ---------------- | --------------------------------------------- | ------------------------ |
| 17 | 1                | "Pillow Talk: Eu Quero Beijar-te"             | 3 de novembro de 2019    |
| Os seus favoritos de 90 Day convidam-o para as suas casas para verem o último episódio de 90 Day Fiancé. David e Annie, Tarik e Dean, Loren e Alexei, e Molly e Cynthia veem também, e ninguém se vai conter.                                     |                  |                                               |                          |
| 18 | 2                | "Pillow Talk: Eles Não Sabem"                 | 10 de novembro de 2019   |
| 19 | 3                | "Pillow Talk: O Que Valho Para Ti?"           | 17 de novembro de 2019   |
| 20 | 4                | "Pillow Talk: Não Te Esqueces do Teu Passado" | 24 de novembro de 2019   |
| Os seus favoritos de 90 Day convidam-o para as suas casas para verem o último episódio de 90 Day Fiancé. David e Annie, Tarik e o seu irmão Dean, Loren e Alexei, Russ e Pao, e Molly e a sua amiga Cynthia veem também, e ninguém se vai conter. |                  |                                               |                          |
| 21 | 5                | "Pillow Talk: Precisamos de Falar"            | 1 de dezembro de 2019    |
| Os seus favoritos de 90 Day convidam-o para as suas casas para verem o último episódio de 90 Day Fiancé. David e Annie, Loren e Alexei, Russ e Pao, e Molly e a sua amiga Cynthia veem também, e ninguém se vai conter.                           |                  |                                               |                          |
| 22 | 6                | "Pillow Talk: Partida Prematura"              | 8 de dezembro de 2019    |
| 23 | 7                | "Pillow Talk: A Verdade Vai-te Libertar"      | 15 de dezembro de 2019   |
| 24 | 8                | "Pillow Talk: Dia do Julgamento"              | 22 de dezembro de 2019   |
| Os seus favoritos de 90 Day convidam-o para as suas casas para verem o último episódio de 90 Day Fiancé. David e Annie, Loren e Alexei, Tim e Veronica, e Molly e a sua amiga Cynthia veem também, e ninguém se vai conter.                       |                  |                                               |                          |

### Temporada 1 (2019)
| No. em geral | No. na temporada | Título                   | Data de estreia original |
| --- | ---------------- | ------------------------ | ------------------------ |
| 1 | 1                | "Tudo Em Nome do Amor"   | 3 de junho de 2019       |
| Jenny conta à filha como a relação com Sumit começou com ele a fazer-lhe catfishing, mas eventualmente ele contou-lhe a verdade. Ela também recebeu o seu visa que a permite entrar na Índia. Tiffany conta a história do nascimento do seu filho e como a sua relação com Ronald começou. Ronald também dá algum contexto sobre o seu vício em apostas e mostra o seu processo de reabilitação. Corey conta a história da sua relação com Evelin, e confronta-a acerca das suas poupanças para a mudança dele para o Equador. Eles também confrontam os pais de Corey sobre o futuro. Paul recapitula a sua relação desde a primeira temporada de 90 Day Fiancé: Before the 90 Days, incluindo detalhes de como se conheceram, um aborto espontâneo, uma segunda gravidez, e os altos e baixos da sua relação. |                  |                          |                          |
| 2 | 2                | "Embargos e Ultimatos"   | 3 de junho de 2019       |
| Evelin, durante uma viagem à terra natal do seu companheiro, dá um ultimato que pode mudar a vida de Corey-a única maneira que ela prosseguirá com a relação é se ele se mudar permanentemente para o país natal dela, Equador. O vício das apostas de Ronald preocupa a família de Tiffany acerca da relação; e depois de se encontrar com um advogado de emigração, ela percebe que seria difícil para Ronald se mudar para os Estados Unidos por causa das suas acusações criminais passadas, e está agora a considerar mudar-se para a África do Sul. Os amigos de Sumit estão céticos acerca dos planos de Sumit de se casar com Jenny, devido aos costumes tradicionais de casamento na Índia. Os amigos de Jenny também estão céticos acerca de como ela se vai acostumar a um novo país. Paul aprende que devido a um embargo, ele não pode levar mais de duas malas para o Brasil, o que o levou a cancelar o voo. |                  |                          |                          |
| 3 | 3                | "Está na Altura de Ir"   | 10 de junho de 2019      |
| Jenny passou os seus momentos finais com a sua família, e chegou à Índia. Ela sentiu-se paranoica devido a Sumit não chegar a tempo de ir buscar pois antes de ela chegar, ele teve que confrontar os seus pais sobre se mudar de casa. Paul confronta Karine sobre ter de cancelar o seu voo devido a um embargo. Mais tarde, com a ajuda da companhia aérea, Paul remarcou outro voo e despediu-se da sua mãe. Corey fala sobre a sua decisão de se mudar para outro país para estar com a sua companheira, Evelin, aos seus pais. Ele também ultrapassa à sua fobia de agulhas durante uma consulta de vacinação para o preparar para o Equador. |                  |                          |                          |
| 4 | 4                | "Grandes Expectativas"   | 17 de junho de 2019      |
| Uma hora depois de Jenny chegar à Índia, Summit finalmente a foi buscar ao aeroporto e eles foram para o seu novo apartamento. Karine fala sobre Paul ao irmão, que não parece ter uma boa opinião dele. Paul chega depois ao Brasil, surpreendendo Karine, que não estava à espera da sua chegada. Tiffany fala com uma amiga sobre o seu plano para se mudar para a África do Sul e como isso pode afetar o seu filho e ela. Dias depois, ela disse os seus adeus e deixou os Estados Unidos. Laura aborda o futuro da sua relação com uma amiga próxima. |                  |                          |                          |
| 5 | 5                | "Sem Olhar para Trás"    | 24 de junho de 2019      |
| Depois de chegar à África do Sul, Tiffany e o seu filho são recebidos pela mãe de Ronald. No dia seguinte, Ronald conhece o seu filho pela primeira vez. Antes de deixar o Centro de Bem-Estar, o diretor deu ao casal um aviso sobre o vício de Ronald e como isso pode levar a outro problema, se ignorado. Corey fica com dúvidas sobre o futuro da sua relação com Evelin, depois de eles fazerem uma vídeo-chamada. Mais tarde, Corey chega ao Equador, não esperando ir para Engabao- terra natal de Evelin- sozinho. Jihoon e Deavan apresentam as suas vidas separadamente e ambos descrevem como se conheceram online. Deavan também falou dos seus planos de imigrar para a Coreia do Sul. Jihoon confronta os seus pais sobre o futuro da relação. Sumit e Jenny andam pelas ruas da Índia, e ela é confrontada com o desafio de se adaptar à cultura indiana.                                                   |                  |                          |                          |
| 6 | 6                | "Outro Mundo"            | 1 de julho de 2019       |
| Corey lida com os choques culturais. Deavan conhece os pais de Jihoon pela primeira vez. Laura visita uma sex shop com esperanças de apimentar a sua vida sexual com Aladin. Paul recebe más notícias sobre o seu pedido de residência permanente no Brasil. |                  |                          |                          |
| 7 | 7                | "Promessas Quebradas"    | 8 de julho de 2019       |
| Tiffany estabelece regras para a despedida de solteiro de Ronald. Paul procura conselhos legais depois de receber um aviso de deportação. Laura tem dúvidas sobre se ir embora. Deavan tenta impressionar os pais de Jihoon com um pequeno almoço caseiro. |                  |                          |                          |
| 8 | 8                | "A Acobardar-se"         | 15 de julho de 2019      |
| Laura chega ao Catar. Tiffany confronta Ronald acerca da sua despedida de solteiro. Deavan leva os pais de Jihoon para uma tour por Las Vegas. Corey tenta causar uma boa impressão com a família de Evelin. Jenny e Sumit aprendem as dificuldades de se casarem na Índia. |                  |                          |                          |
| 9 | 9                | "Arrancado"              | 22 de julho de 2019      |
| O filho de Tiffany tem dúvidas acerca de viver na África do Sul. Sumit é forçado a voltar para os seus pais. Paul e Karine vão para a terra natal de Karine. O pedido de noivado de Jihoon não corre como planeado. Evelin expulsa Corey depois de uma discussão. |                  |                          |                          |
| 10 | 10               | "A Rolar os Dados"       | 29 de julho de 2019      |
| Ronald tem de resistir à tentação enquanto vai buscar o pai de Tiffany ao hotel Casino. Os brinquedos sexuais ofendem Aladin. Corey e Evelin falam sobre o futuro. Paul fala aos pais de Karine sobre os seus problemas legais de conseguir residência no Brasil. Sumit deixa Jenny para ir para casa para a sua família. |                  |                          |                          |
| 11 | 11               | "Confiança Cega"         | 5 de agosto de 2019      |
| Tiffany e Ronald casam-se. Deavan fala com Jihoon sobre ter o bebé mais cedo. Laura aprende mais sobre Aladin. Paul acusa Karine de falar com outros homens online. Corey tenta habituar-se ao passado de Evelin. |                  |                          |                          |
| 12 | 12               | "Bebé, Volta"            | 12 de agosto de 2019     |
| Jenny tenta viver sem Sumit. Deava dá à luz. Tiffany está chocada com a possível situação de vida na África do Sul e preocupa-se com a sua segurança. Karine está preocupada sobre Paul não conseguir cuidar deles financeiramente quando o bebé chegar. |                  |                          |                          |
| 13 | 13               | "Ponto de Rutura"        | 19 de agosto de 2019     |
| Jenny e Sumit recebem visitantes surpresa dos Estados Unidos. Karine fica farta de Paul e planeia deixar-lo. Corey descobre sobre a história de Evelin com o ex. Deavan está preocupada com se Jihoon consegue apoiar a sua nova família. Laura sente saudades de casa. |                  |                          |                          |
| 14 | 14               | "O Grande Desconhecido"  | 26 de agosto de 2019     |
| Tiffany e Ronald contam a toda gente sobre as notícias do bebé. Laura implora ao seu filho que ele venha ao seu casamento. Deavan muda-se para a Coreia do Sul. Corey pede a Evelin para cortar laços com o seu ex. Karine e a sua mãe deixam Paul para trás. |                  |                          |                          |
| 15 | 15               | "A Andar na Corda Bamba" | 2 de setembro de 2019    |
| Deavan chega à Coreia do Sul. Tiffany e Ronald têm a sua primeira discussão enquanto casados. Paul tenta reconquistar Karine antes de ela dar à luz. Corey descobre sobre o falecimento inesperado do seu pai. A filha de Jenny confronta Sumit. |                  |                          |                          |
| 16 | 16               | "Ouro dos Tolos"         | 9 de setembro de 2019    |
| Jihoon fala acerca do seu passado. A relação de Jenny e Summit chega ao ponto de ebulição. Paul e Karine tornam-se pais. O filho de Laura chega à Tunísia para ir ao casamento tradicional de três dias. |                  |                          |                          |
| 17 | 17               | "Sonhos Despedaçados"    | 16 de setembro de 2019   |
| Jenny está devastada depois da família de Sumit invadir o apartamento. Laura está indecisa entre o seu filho e Aladin. Corey pensa sobre voltar para o Equador ou apoiar a sua mãe nos Estados Unidos. A mãe de Paul visita Karine e Paul no Brasil. Tiffany tem medo de dar à luz na África do Sul depois de ver os possíveis hospitais. |                  |                          |                          |
| 18 | 18               | "Dividido"               | 23 de setembro de 2019   |
| Sumit confessa que já é casado. Deavan descobre a razão dos problemas financeiros de Jihoon. Corey volta ao Equador com três semanas a restar no seu visto antes de ele ter que casar com Evelin ou deixar o país. O filho de Laura proíbe Aladin de ter filhos com Laura. |                  |                          |                          |
| 19 | 19               | "Desmoronar-se"          | 30 de setembro de 2019   |
| Jenny e Sumit veem-se um ao outro pela primeira vez depois de ela descobrir que ele é casado. O filho de Laura pede desculpa pelo seu comportamento e finalmente vai ao terceiro dia do casamento de Laura e Aladin. A mãe de Laura prepara-se para se ir embora do Brasil mas tenta argumentar com Paul antes de se despedir. Tiffany decide sair da África do Sul e tenta solicitar o visto de cônjuge para Ronald vir para os Estados Unidos. |                  |                          |                          |
| 20 | 20               | "Nunca Me Deixes"        | 7 de outubro de 2019     |
| Depois de Sumit ser forçado a voltar para a sua esposa, Jenny decide sair da Índia. Deavan habitua-se à cultura coreana numa cerimónia de casamento coreana tradicional. Corey pede ao pai de Evelin pela sua benção e pede-a em casamento depois de uma viagem de balão quente. Tiffany e o seu filho voltam para os Estados Unidos deixando um Ronald devastado para trás, |                  |                          |                          |
| 21 | 21               | "Contar Tudo (Parte 1)"  | 14 de outubro de 2019    |
| 22 | 22               | "Contar Tudo (Parte 2)"  | 21 de outubro de 2019    |

#### Temporada 2 (2020)
| No. em geral | No. na temporada | Título                        | Data de estreia original |
| ------------ | ---------------- | ----------------------------- | ------------------------ |
| 23           | 1                | "Casa É Onde o Coração Está"  | 8 de junho de 2020       |
| 24           | 2                | "A Verdade Vai-te Libertar"   | 8 de junho de 2020       |
| 25           | 3                | "Coração Meu Quebrado"        | 15 de junho de 2020      |
| 26           | 4                | "A Minha Vida em 7 Malas"     | 22 de junho de 2020      |
| 27           | 5                | "Asa e uma Oração"            | 29 de junho de 2020      |
| 28           | 6                | "Don't Grumpy Stop"           | 6 de julho de 2020       |
| 29           | 7                | "Não Sou a Tua Bebé"          | 13 de julho de 2020      |
| 30           | 8                | "Despertar Rude"              | 20 de julho de 2020      |
| 31           | 9                | "Passar a Linha"              | 27 de julho de 2020      |
| 32           | 10               | "Perdoado, Não Esquecido"     | 3 de agosto de 2020      |
| 33           | 11               | "Luta, Reza, Ama"             | 10 de agosto de 2020     |
| 34           | 12               | "A Armadilha dos Pais"        | 17 de agosto de 2020     |
| 35           | 13               | "Paus e Pedras"               | 24 de agosto de 2020     |
| 36           | 14               | "A Verdade Dói"               | 31 de agosto de 2020     |
| 37           | 15               | "Preparado ou Não"            | 11 de outubro de 2020    |
| 38           | 16               | "As Consequências da Verdade" | 18 de outubro de 2020    |
| 39           | 17               | "Bris-fully Ignorant"         | 25 de outubro de 2020    |
| 40           | 18               | "Já Acabaste de Gritar?"      | 1 de novembro de 2020    |
| 41           | 19               | "Luta ou Fuga?"               | 8 de novembro de 2020    |
| 42           | 20               | "Não no Meu Turno"            | 15 de novembro de 2020   |
| 43           | 21               | "O Custo do Amor"             | 22 de novembro de 2020   |
| 44           | 22               | "Nunca Pares de Lutar"        | 29 de novembro de 2020   |

#### Temporada 3 (2021)
| No. em geral | No. na temporada | Título                     | Data de estreia original |
| ------------ | ---------------- | -------------------------- | ------------------------ |
| 45           | 1                | "O Amor Faz-te Louco"      | 29 de agosto de 2021     |
| 46           | 2                | "Testar a Confiança"       | 5 de setembro de 2020    |
| 47           | 3                | "Lutar pelo Amor"          | 12 de setembro de 2021   |
| 48           | 4                | "Da Sopa aos Frutos Secos" | 19 de setembro de 2021   |
| 49           | 5                | "Lidar com os Medos"       | 26 de setembro de 2021   |
| 50           | 6                | "Proceder com Caução"      | 3 de outubro de 2021     |
| 51           | 7                | "A Outra Mulher"           | 10 de outubro de 2021    |
| 52           | 8                | "Virtudes Seletivas"       | 17 de outubro de 2021    |
| 53           | 9                | "Peixe ou Isca Cortada"    | 24 de outubro de 2021    |
| 54           | 10               | "Para com as Desculpas"    | 31 de outubro de 2021    |
| 55           | 11               | "Escrito nas Estrelas"     | 7 de novembro de 2021    |
| 56           | 12               | "Com Medo"                 | 14 de novembro de 2021   |
| 57           | 13               | "Não Penses Demasiado"     | 21 de novembro de 2021   |
| 58           | 14               | "Amor é Amor"              | 28 de novembro de 2021   |
| 59           | 15               | "Contar Tudo"              | 5 de dezembro de 2021    |

#### Temporada 4 (2023)
| No. em geral | No. na temporada | Título                                               | Data de estreia original |
| ------------ | ---------------- | ---------------------------------------------------- | ------------------------ |
| 60           | 1                | "Amar e Ser Sábio"                                   | 29 de janeiro de 2023    |
| 61           | 2                | "Ter Paz"                                            | 5 de fevereiro de 2023   |
| 62           | 3                | "Se Não Conseguires Saltar, Podes Mergulhar"         | 19 de fevereiro de 2023  |
| 63           | 4                | "O Que a Mente Não Quer"                             | 26 de fevereiro de 2023  |
| 64           | 5                | "Mentiras Não Têm Pernas"                            | 5 de março de 2023       |
| 65           | 6                | "Amor É Uma Coisa, Conhecimento É Outra"             | 12 de março de 2023      |
| 66           | 7                | "Gota a Gota o Rio Sobe"                             | 19 de março de 2023      |
| 67           | 8                | "Por Cada Felicidade Há um Preço"                    | 26 de março de 2023      |
| 68           | 9                | "Uma Coisa Linda"                                    | 2 de abril de 2023       |
| 69           | 10               | "Uma Mão Não Bate Palmas"                            | 9 de abril de 2023       |
| 70           | 11               | "A Língua Não Tem Osso, Mas Corta Fundo"             | 16 de abril de 2023      |
| 71           | 12               | "O Brilho Rapidamente Se Torna Cinza"                | 23 de abril de 2023      |
| 71           | 13               | "Ventos Não Sopram Como os Navios Querem"            | 30 de abril de 2023      |
| 73           | 14               | "Nunca Digas Eu Arrependo-me, Diz Sempre Eu Aprendi" | 7 de maio de 2023        |
| 74           | 15               | "Onde Está o Amor e Contar Tudo 1"                   | 14 de maio de 2023       |
| 75           | 16               | "Contar Tudo Parte 2"                                | 21 de maio de 2023       |
| 76           | 17               | "Contar Tudo Parte 3"                                | 28 de maio de 2023       |

#### Temporada 5 (2023)
| No. em geral | No. na temporada | Título                             | Data de estreia original |
| ------------ | ---------------- | ---------------------------------- | ------------------------ |
| 77           | 1                | "Far Trek: A Próxima Geração       | 10 de julho de 2023      |
| 78           | 2                | "Médium de Longa Distância"        | 17 de julho de 2023      |
| 79           | 3                | "Como É Que Não Conheci a Tua Mãe" | 24 de julho de 2023      |
| 80           | 4                | "Zangado Com o Que Disseste"       | 31 de julho de 2023      |
| 81           | 5                | "A Minha Suposta Wi-Fi"            | 7 de agosto de 2023      |
| 82           | 6                | "Quem É o Mais Mandão"             | 14 de agosto de 2023     |
| 83           | 7                | "Contos da Cripto"                 | 21 de agosto de 2023     |
| 84           | 8                | "Desconfianças, Ela Escreveu"      | 28 de agosto de 2023     |
| 85           | 9                | "Sarper e a Cidade"                | 4 de setembro de 2023    |
| 86           | 10               | "Sogros e Ordem"                   | 11 de setembro de 2023   |
| 87           | 11               | "Breaking Bed"                     | 18 de setembro de 2023   |

### The Family Chantel (2019-presente)
Artigo Principal: The Family Chantel

### 90 Day Fiancé: Just Landed (2019)
| No. | Título                        | Data de estreia original |
| --- | ----------------------------- | ------------------------ |
| 1   | "As Primeiras 24"             | 17 de dezembro de 2019   |
| 2   | "Hoje É o Dia"                | 17 de dezembro de 2019   |
| 3   | "Dúvidas"                     | 17 de dezembro de 2019   |
| 4   | "Quebraste a Minha Confiança" | 17 de dezembro de 2019   |
| 5   | "Não Quero Ir para Aí"        | 17 de dezembro de 2019   |
| 6   | "Para o Melhor Ou Pior"       | 17 de dezembro de 2019   |

### 90 Day Fiancé: Self-Quarantined (2020-presente)
| No. | Título               | Data de estreia original |
| --- | -------------------- | ------------------------ |
| 1   | "Em Confinamento"    | 20 de abril de 2020      |
| 2   | "O Novo Normal"      | 27 de abril de 2020      |
| 3   | "Vida em Pausa"      | 4 de maio de 2020        |
| 4   | "É Tudo Relativo"    | 11 de maio de 2020       |
| 5   | "Fazer Sacrifícios"  | 18 de maio de 2020       |
| 6   | "Preso pelo Amor"    | 25 de maio de 2020       |
| 7   | "Mais Fortes Juntos" | 1 de junho de 2020       |

### B90 Strikes Back! (2020-presente)
| No. | Título                           | Data de estreia original |
| --- | -------------------------------- | ------------------------ |
| 1   | "O Amor Pode Esperar"            | 22 de junho de 2020      |
| 2   | "Grandes Expectativas"           | 29 de junho de 2020      |
| 3   | "Negócio Arriscado"              | 6 de julho de 2020       |
| 4   | "Bebé Sê Minha"                  | 13 de julho de 2020      |
| 5   | "Os Nossos Lábios Estão Selados" | 20 de julho de 2020      |
| 6   | "Não Me Podes Comprar Amor"      | 27 de julho de 2020      |
| 7   | "Quem Está a Chorar Agora"       | 3 de agosto de 2020      |
| 8   | "Estranho na Terra Estranha"     | 20 de agosto de 2020     |
| 9   | "Devia Ter Sabido Melhor"        | 17 de agosto de 2020     |
| 10  | "Corta das Duas Maneiras"        | 24 de agosto de 2020     |
| 11  | "Olhos Privados"                 | 31 de agosto de 2020     |
| 12  | "Rei do Pensamento Esperançoso"  | 7 de setembro de 2020    |
| 13  | "O Princípio de Prazer"          | 14 de setembro de 2020   |
| 14  | "Hábito Difícil de Quebrar"      | 21 de setembro de 2020   |
| 15  | "A História que Nunca Acaba"     | 28 de setembro de 2020   |
| 16  | "Contar Tudo"                    | 28 de setembro de 2020   |

### Darcey & Stacey(2020-presente)
Artigo principal: Darcey & Stacey

### HEA Strikes Back!(2020-presente)
| No. | Título                               | Data de estreia original |
| --- | ------------------------------------ | ------------------------ |
| 1   | "O Que Vai, Volta"                   | 5 de outubro de 2020     |
| 2   | "Apanhado No Fogo Cruzado"           | 12 de outubro de 2020    |
| 3   | "Sementes de Descontentamento"       | 19 de outubro de 2020    |
| 4   | "Ela É Um Lobo"                      | 26 de outubro de 2020    |
| 5   | "Dás-me Em Louco"                    | 2 de novembro de 2020    |
| 6   | "Ultimatos e Verdades Feias"         | 9 de novembro de 2020    |
| 7   | "O Inferno Não Tem Fúria"            | 16 de novembro de 2020   |
| 8   | "Pontes Queimadas e Verdades Azedas" | 23 de novembro de 2020   |
| 9   | "Demonstrações Públicas"             | 30 de novembro de 2020   |
| 10  | "Posições Comprometedoras"           | 7 de dezembro de 2020    |
| 11  | "Temperamentos Quentes"              | 14 de dezembro de 2020   |
| 12  | "Contar Tudo"                        | 21 de dezembro de 2020   |

### 90 Day Bares All(2021-presente)

#### Temporada 1 (2021)
| No. em geral | No. na temporada | Título                           | Data de estreia origina |
| ------------ | ---------------- | -------------------------------- | ----------------------- |
| 1            | 1                | "Brandon e Tarik"                | 4 de janeiro de 2021    |
| 2            | 2                | "Dean, Tarik, David e Annie"     | 10 de janeiro de 2021   |
| 3            | 3                | "Natalie, Robert e Anny"         | 17 de janeiro de 2021   |
| 4            | 4                | "Molly, Rebecca, Jenny, Sumit"   | 24 de janeiro de 2021   |
| 5            | 5                | "Big Ed, Ryan, Brittany, Yazan"  | 31 de janeiro de 2021   |
| 6            | 6                | "Darcey, Stacey, Cortney, David" | 14 de fevereiro de 2021 |
| 7            | 7                | "Colt, Debbie, Yolanda"          | 21 de fevereiro de 2021 |
| 8            | 8                | "Tom, Jesse, Hazel, Tim, Melyza" | 18 de fevereiro de 2021 |
| 9            | 9                | "Danielle, Caesar, Mike, Melyza" | 7 de março de 2021      |
| 10           | 10               | "Julia, Angela, Usman"           | 14 de março de 2021     |
| 11           | 11               | "Família Chantel, Tim, Veronica" | 21 de março de 2021     |
| 12           | 12               | "Tania, Syngin, Jovi, Laura"     | 28 de março de 2021     |
| 13           | 13               | "Kalani, Asuelu, Fernanda, Jess" | 4 de abril de 2021      |

#### Temporada 2 (2021)
| No. em geral | No. na temporada | Título                           | Data de estreia original |
| ------------ | ---------------- | -------------------------------- | ------------------------ |
| 14           | 1                | "Elizabeth, Andrei, Paola"       | 12 de setembro de 2021   |
| 15           | 2                | "Brittany, Tom, Robert, Anny"    | 19 de setembro de 2021   |
| 16           | 3                | "Chantel, Pedro, Steven, Alina"  | 26 de setembro de 2021   |
| 17           | 4                | "Angela, Michael, Stephanie"     | 3 de outubro de 2021     |
| 18           | 5                | "Darcey, Stacey, Jesse, Cortney" | 10 de outubro de 2021    |
| 19           | 6                | "Kalani, Asuelu, Kenny, Armando" | 17 de outubro de 2021    |
| 20           | 7                | "Big Ed, Nicole, Lidia, Molly"   | 24 de outubro de 2021    |
| 21           | 8                | "Jorge, Syngin, Debbie, Colt"    | 31 de outubro de 2021    |

### 90 Day Diaries(2021-presente)

#### Temporada 1 (2021)
| No. em geral | No. na temporada | Título                     | Data de estreia original |
| ------------ | ---------------- | -------------------------- | ------------------------ |
| 1            | 1                | "A Vida Continua"          | 4 de janeiro de 2021     |
| 2            | 2                | "Com o Novo"               | 4 de janeiro de 2021     |
| 3            | 3                | "O Inesperado"             | 11 de janeiro de 2021    |
| 4            | 4                | "Primeiros e Inimigos"     | 17 de janeiro de 2021    |
| 5            | 5                | "Partida, Largada, Fugida" | 24 de janeiro de 2021    |
| 6            | 6                | "Bebé Quarentena"          | 31 de janeiro de 2021    |

#### Temporada 2 (2021)
| No. em geral | No. na temporada | Título                       | Data de estreia original |
| ------------ | ---------------- | ---------------------------- | ------------------------ |
| 7            | 1                | "Nama-Fica Aqui"             | 13 de junho de 2021      |
| 8            | 2                | "Recuperar"                  | 20 de junho de 2021      |
| 9            | 3                | "Casa É Onde o Coração Está" | 27 de junho de 2021      |
| 10           | 4                | "Espera por Isso"            | 4 de julho de 2021       |
| 11           | 5                | "My Way or the Highway"      | 11 de julho de 2021      |
| 12           | 6                | "O Começo de Algo Novo"      | 18 de julho de 2021      |

#### Temporada 3 (2022)
| No. em geral | No. na temporada | Título                        | Data de estreia original |
| ------------ | ---------------- | ----------------------------- | ------------------------ |
| 13           | 1                | "Proposta Indecente"          | 21 de março de 2022      |
| 14           | 2                | "A Tempestade Perfeita"       | 28 de março de 2022      |
| 15           | 3                | "Sonha um Pequeno Sonho"      | 4 de abril de 2022       |
| 16           | 4                | "O Futuro É Tão Brilhante"    | 11 de abril de 2022      |
| 17           | 5                | "Passos de Bebé"              | 25 de abril de 2022      |
| 18           | 6                | "Mãe de Todas as Mães"        | 2 de maio de 2022        |
| 19           | 7                | "Luck Be a Lady Part Tonight" | 9 de maio de 2022        |
| 20           | 8                | "É Preciso Dois para Tango"   | 16 de maio de 2022       |

#### Temporada 4 (2022)
| No. em geral | No. na temporada | Título                        | Data de estreia original |
| ------------ | ---------------- | ----------------------------- | ------------------------ |
| 21           | 1                | "A Contagem Final"            | 6 de junho de 2021       |
| 22           | 2                | "Bola de Demolição"           | 13 de junho de 2022      |
| 23           | 3                | "Não É o Meu Primeiro Rodeio" | 20 de junho de 2022      |
| 24           | 4                | "Não Sejas um Chato"          | 27 de junho de 2022      |
| 25           | 5                | "Onde Está o Amor?"           | 4 de julho de 2022       |
| 26           | 6                | "Continua a Nadar"            | 11 de julho de 2022      |
| 27           | 7                | "Leva ao Máximo"              | 18 de julho de 2022      |
| 28           | 8                | "A Vida É uma Autoestrada"    | 25 de julho de 2022      |

### 90 Day Journey(2021-presente)
Artigo Principal: 90 Day Journey

### The Other Way Strikes Back!(2021-presente)
| No. | Título                      | Data de estreia original |
| --- | --------------------------- | ------------------------ |
| 1   | "Põe Isso Numa Caneca"      | 4 de janeiro de 2021     |
| 2   | "All The Shade"             | 4 de janeiro de 2021     |
| 3   | "A Única Coisa Boa de 2020" | 11 de janeiro de 2021    |
| 4   | "É Possível"                | 17 de janeiro de 2021    |
| 5   | "Fora da Frigideira"        | 24 de janeiro de 2021    |
| 6   | "Tequila, Por Favor"        | 1 de fevereiro de 2021   |
| 7   | "Não Sejas Rude!"           | 8 de fevereiro de 2021   |
| 8   | "Sem Ser Preciso Tradução"  | 15 de fevereiro de 2021  |

### 90 Day: The Single Life(2021-presente)

#### Temporada 1 (2021)
| No. em geral | No. na temporada | Título                           | Data de estreia original |
| --- | ---------------- | -------------------------------- | ------------------------ |
| 1 | 1                | "Pronto para Outro"              | 21 de fevereiro de 2021  |
| Ed, Colt, Danielle, Molly, Fernanda e Brittany esperam voltar a encontrar o amor. |                  |                                  |                          |
| 2 | 2                | "Arrasar com um Divorciado"      | 28 de fevereiro de 2021  |
| Danielle enfrenta o seu ex-marido Mohamed, e Ed pede Liz para sair com ele. |                  |                                  |                          |
| 3 | 3                | "Selado com um Diss"             | 7 de março de 2021       |
| Danielle tem um encontro cringe em Ocean City, Maryland. |                  |                                  |                          |
| 4 | 4                | "Problemas Paternais"            | 14 de março de 2021      |
| Danielle tem um primeiro encontro embaraçoso, e Ed preocupa-se com estar a ir para a friend-zone. |                  |                                  |                          |
| 5 | 5                | "Baixo e Sujo"                   | 21 de março de 2021      |
| Colt e Vanessa preocupam-se que um passado escandaloso esteja a complicar o futuro. |                  |                                  |                          |
| 6 | 6                | "Exs e Oh Nãos"                  | 28 de março de 2021      |
| Colt e Vanessa encontram-se com a ex de Colt, Jess, e o seu novo marido. |                  |                                  |                          |
| 7 | 7                | "O Jogo da Culpa"                | 4 de abril de 2021       |
| Brittany preocupa-se que Justin tenha segundas intenções. |                  |                                  |                          |
| 8 | 8                | "Última Chance de Romance"       | 11 de abril de 2021      |
| Molly tem fortes preocupações com Kelly depois de bisbilhotar nas redes sociais. |                  |                                  |                          |
| 9 | 9                | "Bombas a Caminho"               | 18 de abril de 2021      |
| Molly choca Kelly com uma grande questão. Ed conta os detalhes da sua noite com Liz. Danielle está muito contente depois do seu mais recente encontro ás cegas. Colt planeia uma grande surpresa para Vanessa. Fernanda larga uma bomba em Robby.                       |                  |                                  |                          |
| 10 | 10               | "Tu Fazes-me Querer Bisbilhotar" | 25 de abril de 2021      |
| A filha de Ed, Tiffany, tem palavras duras quando conhece Liz. Os problemas de intimidade de Colt e Vanessa podem distanciar-los. Molly descobre a verdade sobre o passado de Kelly. Brittany está pronta para se reencontrar com Terence.                              |                  |                                  |                          |
| 11 | 11               | "Perseguindo um Fantasma"        | 2 de maio de 2021        |
| Fernanda tem interesse no seu novo colega de casa. Ed preocupa-se quando ele já não fala com Liz à dias. Brittany pensa que sabotou as coisas com Terence. Colt toma uma decisão quanto ao pedido de casamento. Danielle tem o segundo encontro que tanto esperava.     |                  |                                  |                          |
| 12 | 12               | "Isto É o Fim?"                  | 9 de maio de 2021        |
| Ed confronta Liz sobre não ser uma prioridade na vida dela. Brittany quer outra chance com Terence. Danielle conta a verdade sobre o seu passado a Robert. Molly tem más notícias para Kelly. Colt ajoelha-se num só joelho.                                            |                  |                                  |                          |
| 13 | 13               | "Contar Tudo (Parte 1)"          | 16 de maio de 2021       |
| O elenco junta-se para revisitar os altos e baixos das suas vidas. Liz e o Grande Ed ficam emocionados, Debbie irrita-se com os comentários sobre a sua relação com Colt, e Danielle dá uma atualização sobre Robert. Enquanto isso, Brittany está desaparecida.        |                  |                                  |                          |
| 14 | 14               | "Contar Tudo (Parte 2)"          | 23 de maio de 2021       |
| O elenco fala sobre a participação inesperada de Brittany. O passado de Molly volta para a assombrar com uma entrada surpresa do seu ex. Fernanda confronta Robby, e Ed e Liz consideram reacender a sua chama. Colt e Vanessa largam uma bomba que choca toda a gente. |                  |                                  |                          |

#### Temporada 2 (2021-22)
| No. em geral | No. na temporada | Título                            | Data de estreia original |
| ------------ | ---------------- | --------------------------------- | ------------------------ |
| 15           | 1                | "Solteiro e Pronta para Conviver" | 12 de novembro de 2021   |
| 16           | 2                | "Vira o Meu Mundo"                | 19 de novembro de 2021   |
| 17           | 3                | "Desejo à Primeira Vista"         | 26 de novembro de 2021   |
| 18           | 4                | "Como uma Virgem"                 | 3 de dezembro de 2021    |
| 19           | 5                | "Colegas de Casa com Benefícios"  | 10 de dezembro de 2021   |
| 20           | 6                | "Deixar-te e Enganar-te"          | 17 de dezembro de 2021   |
| 21           | 7                | "Tu Dás um Mau Nome ao Amor"      | 24 de dezembro de 2021   |
| 22           | 8                | "Amor na Via Rápida"              | 31 de dezembro de 2021   |
| 23           | 9                | "Não Tanto Interessado Em Ti"     | 7 de janeiro de 2022     |
| 24           | 10               | "O Navio Zarpou"                  | 14 de janeiro de 2022    |
| 25           | 11               | "Beijar e Contar"                 | 21 de janeiro de 2022    |
| 26           | 12               | "Contar Tudo Parte 1"             | 28 de janeiro de 2022    |
| 27           | 13               | "Contar Tudo Parte 2"             | 4 de fevereiro de 2022   |
| 28           | 14               | "Os Solteiros Contam Mais"        | 31 de maio de 2022       |

#### Temporada 3 (2022)
| No. em geral | No. na temporada | Título                           | Data de estreia original |
| ------------ | ---------------- | -------------------------------- | ------------------------ |
| 29           | 1                | "To Bae or Not To Bae"           | 12 de setembro de 2022   |
| 30           | 2                | "Fazes-me um Par"                | 19 de setembro de 2022   |
| 31           | 3                | "O Que Acontece em Vegas"        | 26 de setembro de 2022   |
| 32           | 4                | "Chamas Antigas e Novos Nomes"   | 3 de outubro de 2022     |
| 33           | 5                | "Sorry, Not Sorry"               | 10 de outubro de 2022    |
| 34           | 6                | "A Pescar pela Verdade"          | 17 de outubro de 2022    |
| 35           | 7                | "Agora ou Nunca"                 | 24 de outubro de 2022    |
| 36           | 8                | "Até Nos Encontrarmos Outra Vez" | 31 de outubro de 2022    |
| 37           | 9                | "De Volta à Floresta"            | 7 de novembro de 2022    |
| 38           | 10               | "Fee Fi Fo Fum"                  | 14 de novembro de 2022   |
| 39           | 11               | "Eu Estava Aqui à Espera"        | 21 de novembro de 2022   |
| 40           | 12               | "Contar Tudo Parte 1"            | 28 de novembro de 2022   |
| 41           | 13               | "Contar Tudo Parte 2"            | 5 de dezembro de 2022    |

### 90 Day Fiancé: Love Games(2021)
| No. | Título                          | Data de estreia original |
| --- | ------------------------------- | ------------------------ |
| 1   | "Que os Jogos Comecem"          | 14 de fevereiro de 2021  |
| 2   | "Booty Play"                    | 14 de fevereiro de 2021  |
| 3   | "O Grande L"                    | 14 de fevereiro de 2021  |
| 4   | "Hall Pass-ion"                 | 22 de fevereiro de 2021  |
| 5   | "O Casal Mais Provável a..."    | 22 de fevereiro de 2021  |
| 6   | "Cuidado com a Masmorra"        | 22 de fevereiro de 2021  |
| 7   | "Quatro Vezes ao Dia"           | 1 de março de 2021       |
| 8   | "Um Golfinho no Quarto"         | 1 de março de 2021       |
| 9   | "Vamos Ficar Loucos"            | 8 de março de 2021       |
| 10  | "Não Digas o Nome Dela"         | 8 de março de 2021       |
| 11  | "Batalhas dos Ex"               | 8 de março de 2021       |
| 12  | "Bastantes Mentiras"            | 8 de março de 2021       |
| 13  | "Tudo É Justo em Jogos de Amor" | 15 de março de 2021      |
| 14  | "Chupa-me o Dedo do Pé"         | 15 de março de 2021      |
| 15  | "Um Passo Mais Perto"           | 15 de março de 2021      |
| 16  | "Empate Parte o Meu Coração"    | 15 de março de 2021      |
| 17  | "Final dos Love Games"          | 22 de março de 2021      |

### 90 Day Fiancé UK (2022-presente)

#### Temporada 1 (2022)
| No. em geral | No. na temporada | Título                                 | Data de estreia original |
| ------------ | ---------------- | -------------------------------------- | ------------------------ |
| 1            | 1                | "Apaixonados, Mas Nunca Nos Vimos"     | 24 de julho de 2022      |
| 2            | 2                | "A Tramar Alguma"                      | 24 de julho de 2022      |
| 3            | 3                | "Rende-me aos Teus Cartões de Crédito" | 24 de julho de 2022      |
| 4            | 4                | "Mulheres Britânicas Dão Trabalho"     | 31 de julho de 2022      |
| 5            | 5                | "Tens de Contar a Verdade"             | 7 de agosto de 2022      |
| 6            | 6                | "Tu Disseste-me Sem Adultério"         | 14 de agosto de 2022     |
| 7            | 7                | "Eu Não Fiz Nada Mal"                  | 21 de agosto de 2022     |
| 8            | 8                | "Por Favor Não Me Embaraces"           | 28 de agosto de 2022     |
| 9            | 9                | "Idade É Só um Número"                 | 4 de setembro de 2022    |
| 10           | 10               | "Quem Faz Isso a Alguém"               | 11 de setembro de 2022   |
| 11           | 11               | "Vou Pôr um Anel Nesse Dedo!"          | 18 de setembro de 2022   |
| 12           | 12               | "Cometi um Grande Erro"                | 25 de setembro de 2022   |

#### Temporada 2 (2023)
| No. em geral | No. na temporada | Título                                    | Data de estreia original |
| ------------ | ---------------- | ----------------------------------------- | ------------------------ |
| 13           | 1                | "Amo-te Galinha!"                         | 16 de julho de 2023      |
| 14           | 2                | "Ela É uma Vigarista do Tinder?"          | 16 de julho de 2023      |
| 15           | 3                | "O Que É Que Estou a Fazer?"              | 16 de julho de 2023      |
| 16           | 4                | "As Coisas Que Fazes Por Amor"            | 23 de julho de 2023      |
| 17           | 5                | "O Teu País, os Teus Problemas!"          | 30 de julho de 2023      |
| 18           | 6                | "Sentimentos Podem Mudar Durante a Noite" | 6 de agosto de 2023      |
| 19           | 7                | "Acho Que Estou Grávida"                  | 13 de agosto de 2023     |
| 20           | 8                | "Aguenta ou Cala-te"                      | 20 de agosto de 2023     |
| 21           | 9                | "Ela Ainda Me Manda Mensagens"            | 27 de agosto de 2023     |
| 22           | 10               | "Casas-te Comigo?"                        | 3 de setembro de 2023    |
| 23           | 11               | "Esta Relação Acabou!"                    | 10 de setembro de 2023   |
| 24           | 12               | A Ser Anunciado                           | 17 de setembro de 2023   |